# Wat Phra Kaeo (Bangkok)
 (octobre 2024).
Pour les articles homonymes, voir Wat Phra Kaeo.
Le Wat Phra Kaeo (en thaï : วัดพระศรีรัตนศาสดาราม) ou Temple du Bouddha d'émeraude est un temple bouddhiste situé dans le khet de Phra Nakhon, cœur historique de Bangkok. C'est l'un des lieux sacrés les plus importants de la Thaïlande. Il se trouve dans la partie nord-est du palais royal et « constitue l'une des réalisations contemporaines les plus somptueuses [de l'art thaï] ».
L'appellation Wat Phra Kaeo désigne l'ensemble des édifices situés dans l'enceinte du complexe architectural sacré : l'ubosot (bot ; appelé dans ce cas particulier "Chapelle royale" car réservée au roi) qui abrite le Bouddha d'émeraude ainsi que les trois monuments alignés sur un axe est-ouest Panthéon royal, Bibliothèque sacrée et Grand Chedi doré...

## Histoire
En 1781-1782, le roi Taksin est détrôné puis enfermé dans un temple. En 1782, le général Chakri, de retour à Thonburi, prend le pouvoir. Il fait exécuter Taksin, ses fils et évince tous ceux qui pourraient devenir ses rivaux. Puis il devient le premier roi de la dynastie Chakri.
Le nouveau roi, connu plus tard sous le nom de Rama 1er, décide alors de transférer l'ancienne capitale Thonburi sur la rive gauche du fleuve Chao Phraya à Bangkok pour des raisons défensives face à la menace des armées birmanes mais aussi pour affirmer la légitimité de son pouvoir royal et s'inscrire dans la continuité du royaume d'Ayutthaya. En effet, comme à Ayutthaya, la nouvelle capitale Krungthep Mahanakon est située sur une "île" : l'île Rattanakosin ; de plus, les fortifications et les nouveaux bâtiments du pouvoir royal dont le Palais royal et le Temple du Bouddha d'émeraude sont édifiés avec une partie des matériaux de l'ancienne capitale Ayutthaya (briques, statues de Bouddha etc.).
Le 6 avril 1782 est retenu comme date de fondation de la ville-capitale Krungthep (Bangkok).
Dès le début du royaume de Rattanakosin la structure de base des temples bouddhistes évolue profondément.
Avant, traditionnellement, à l'époque de Sukhothaï comme à l'époque d'Ayutthaya (du XIIIe siècle au XVIIIe siècle), le cœur du temple bouddhiste est orienté sur un axe est-ouest : c'est un haut stupa (chedi principal, c'est-à-dire un reliquaire) à l'ouest, associé à un wihan principal (salle d'assemblée des religieux et des laïcs) à l'est ; ce peut être aussi un prang associé à un wihan principal. L'ubosot (bot ; hall d'ordination, salle d'assemblée réservée uniquement aux religieux, c'est-à-dire aux bonzes  et aux novices) ressemble à un wihan, mais en plus petit, caractérisé par ses bornes sacrés (bai sema); il est placé généralement en position très excentrée.
Depuis la fondation de Bangkok en 1782 avec les souverains de la nouvelle dynastie Chakri et jusqu'à nos jours, le cœur du temple bouddhiste s'est déplacé sur l'ubosoth (bot ; hall d'ordination des bonzes) et sa statue du Bouddha.

## Ensembles architecturaux

### La galerie couverte (Phra Rabiang; "Cloître")
L'enceinte du Temple du Bouddha d'émeraude est délimitée par une galerie couverte (Phra Rabiang ; "Cloître") percée de 7 portes protégées par des statues géantes de Yaks (Yaksa).

Les murs de la galerie couverte sont entièrement couverts de peintures murales racontant en 178 épisodes l'épopée du Ramakien, version siamoise de l'épopée indienne du Ramayana. Ces peintures datent à l'origine du règne de Rama III. Elles ont été depuis régulièrement restaurées, environ tous les 25 ans : sous Rama IV, sous Rama V, pour le centenaire de la fondation de la capitale, sous Rama VII en 1932, en 1987...

Peintures illustrant l'épopée du Ramakien
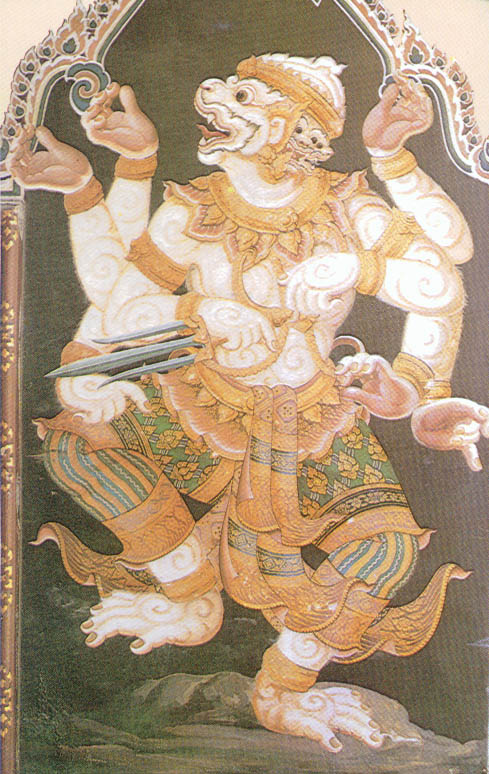
Hanuman, ami de Phra Ram.
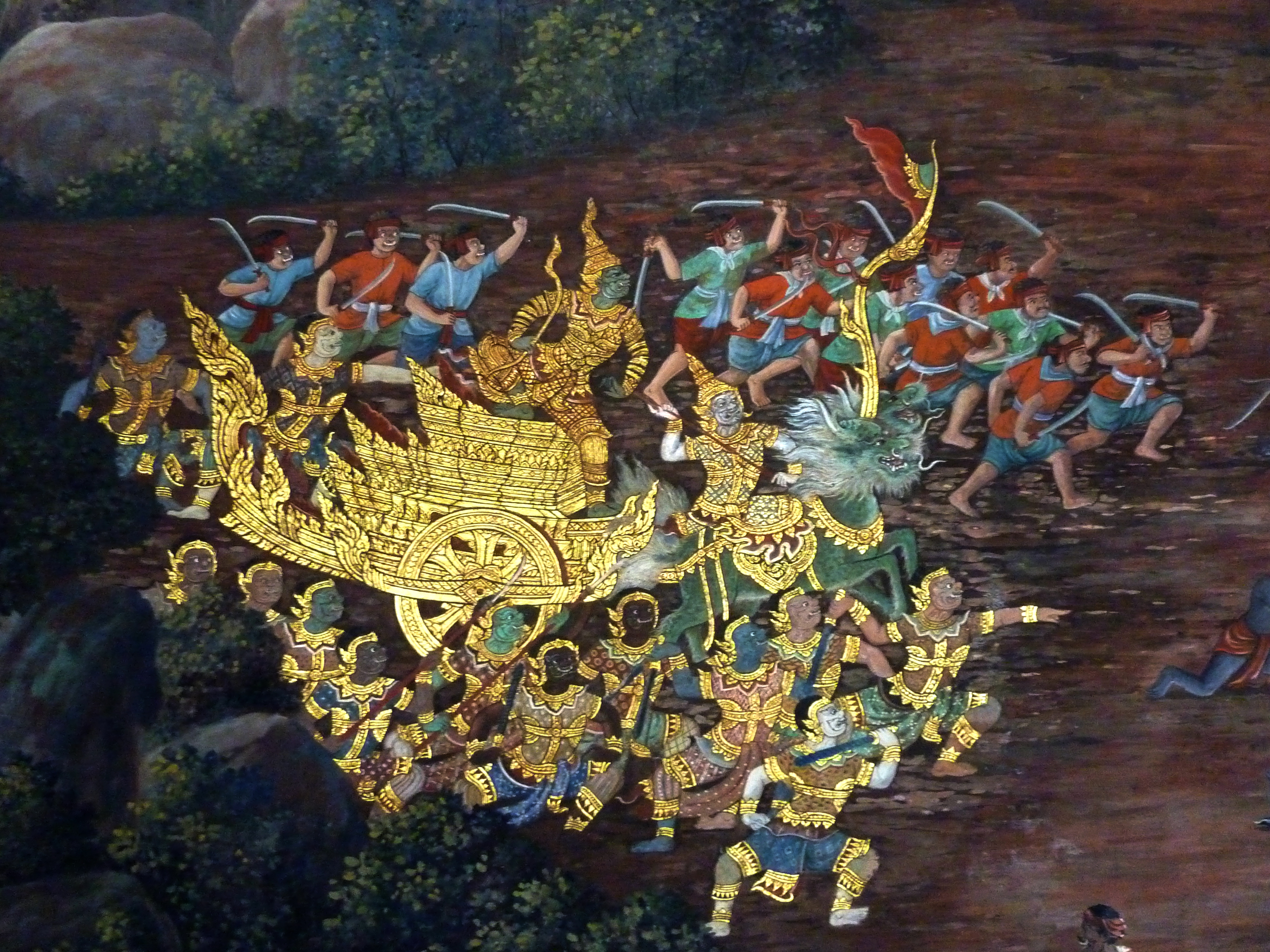
Scène du Ramakien, avec Hanuman sur un char.
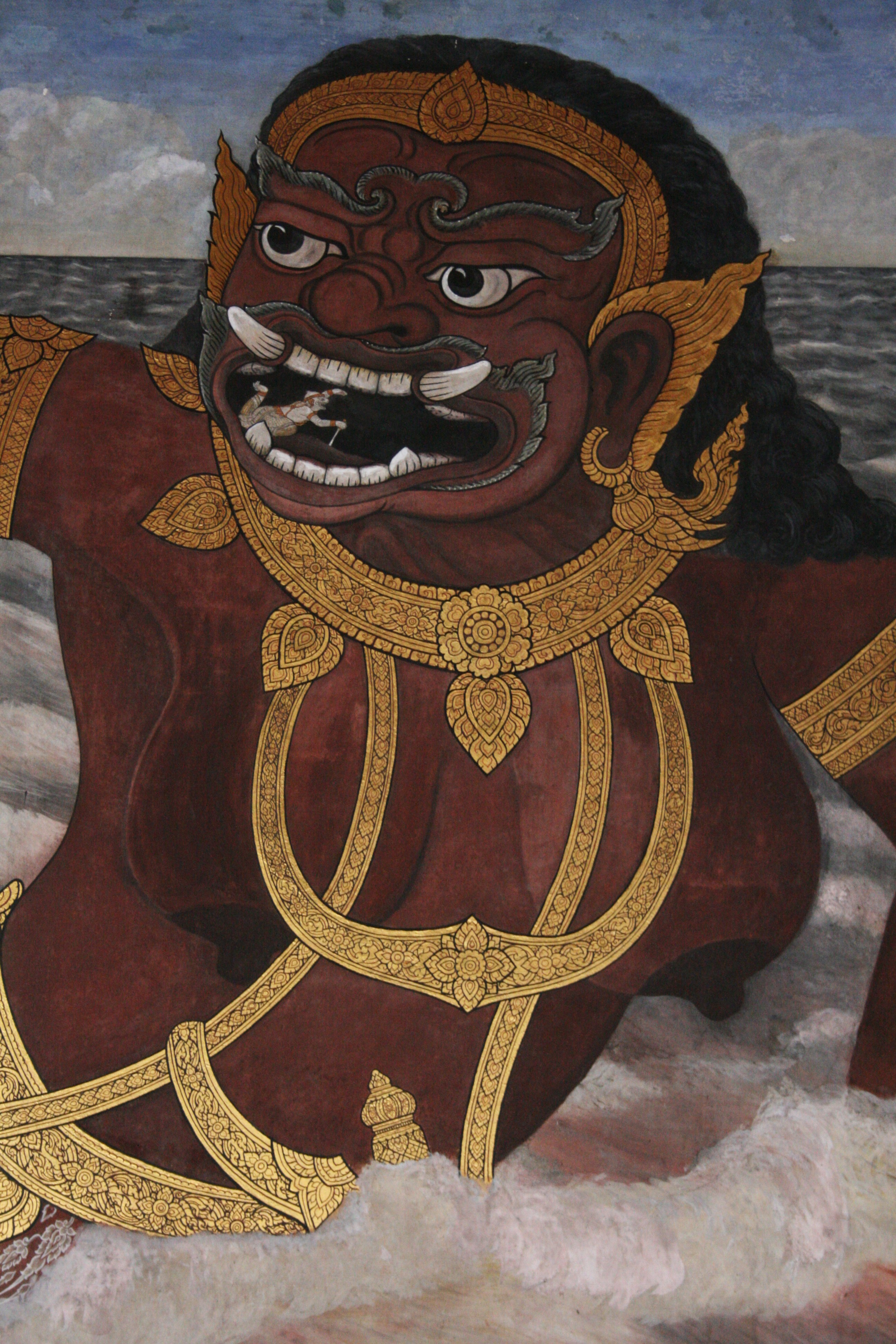
Hanuman vole dans la bouche de Surasa (en), déesse hindoue mère des nāga.
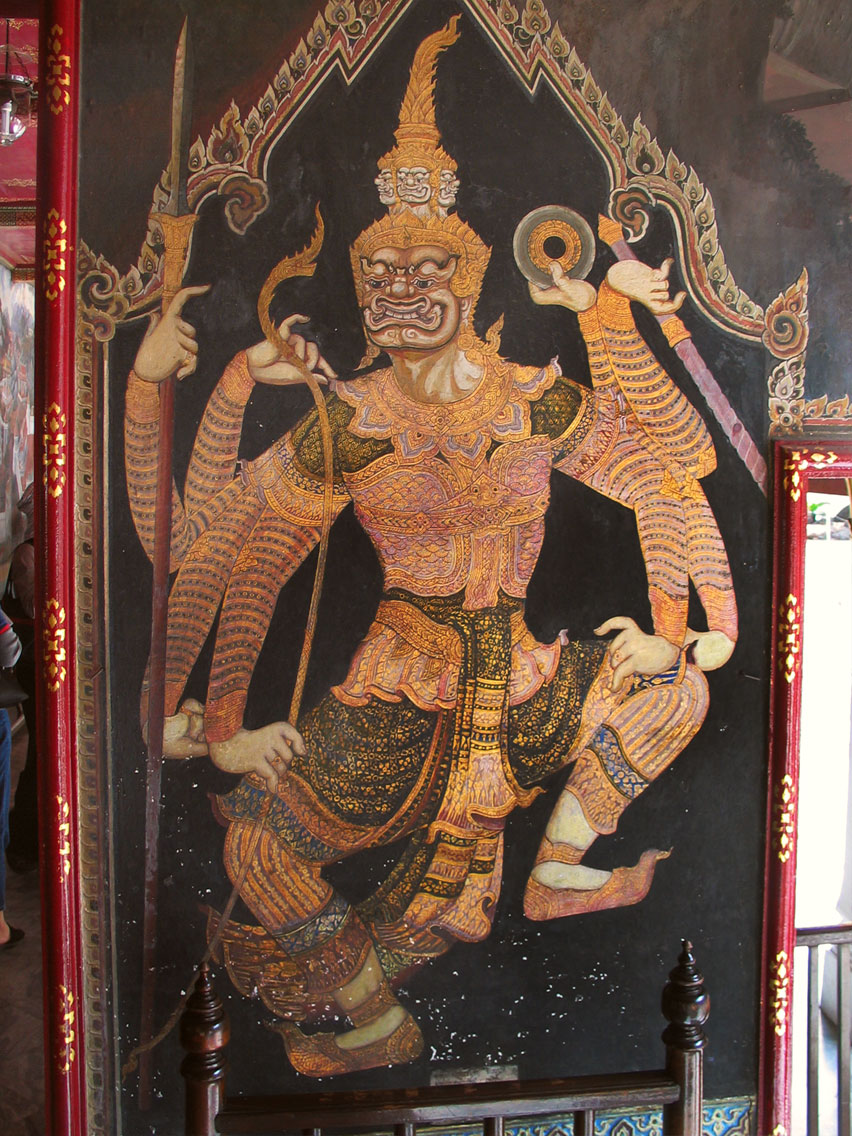
Thotsakan (Ravana), ennemi de Phra Ram.
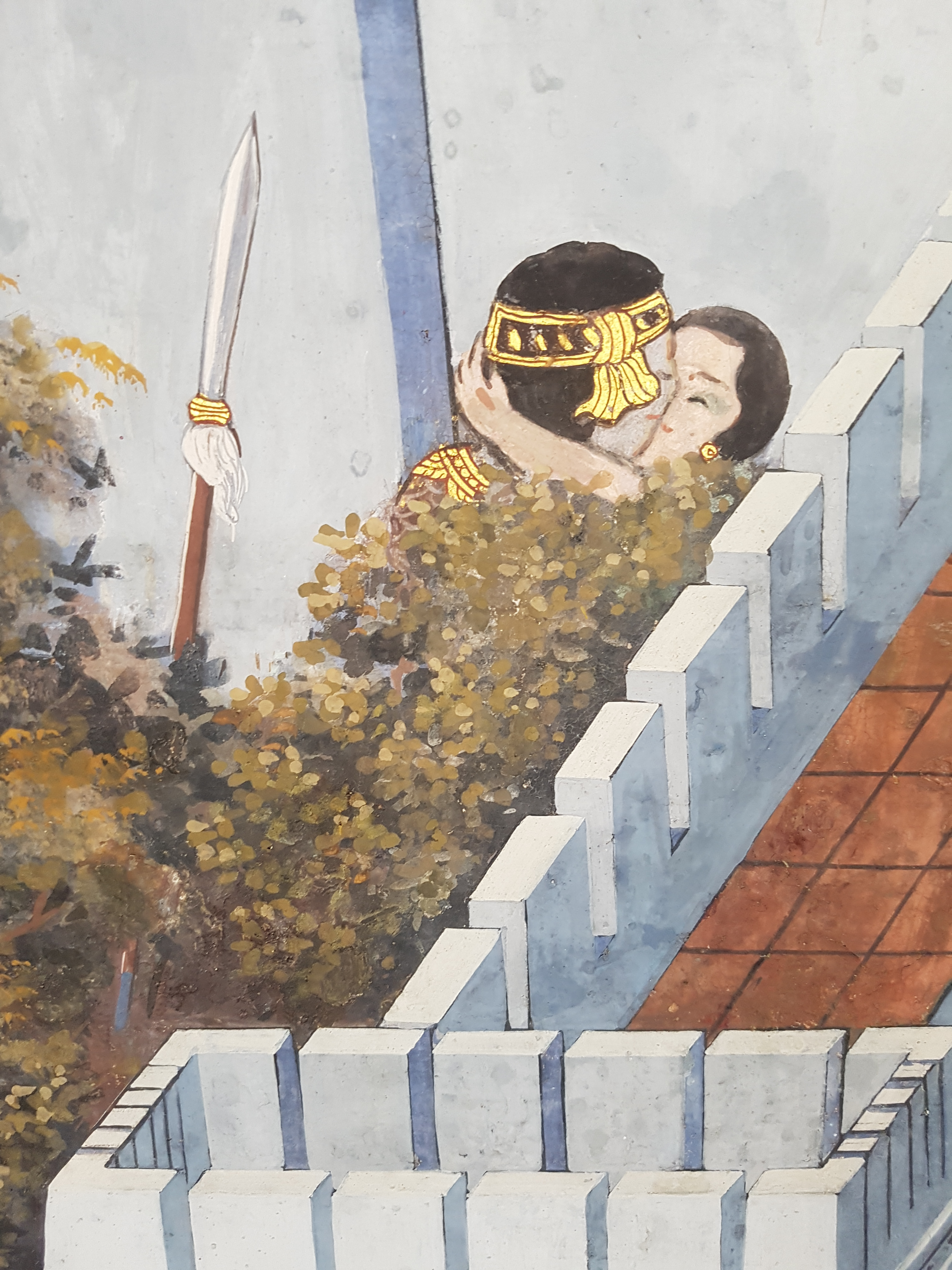
Un garde démon et sa maîtresse.

Les 7 portes d'entrée de la galerie couverte sont toutes flanquées de deux gardiens géants Yaks (Yaksa) à l'exception de la porte n°7 Yihamyode Gate.

Gardiens géants Yaks
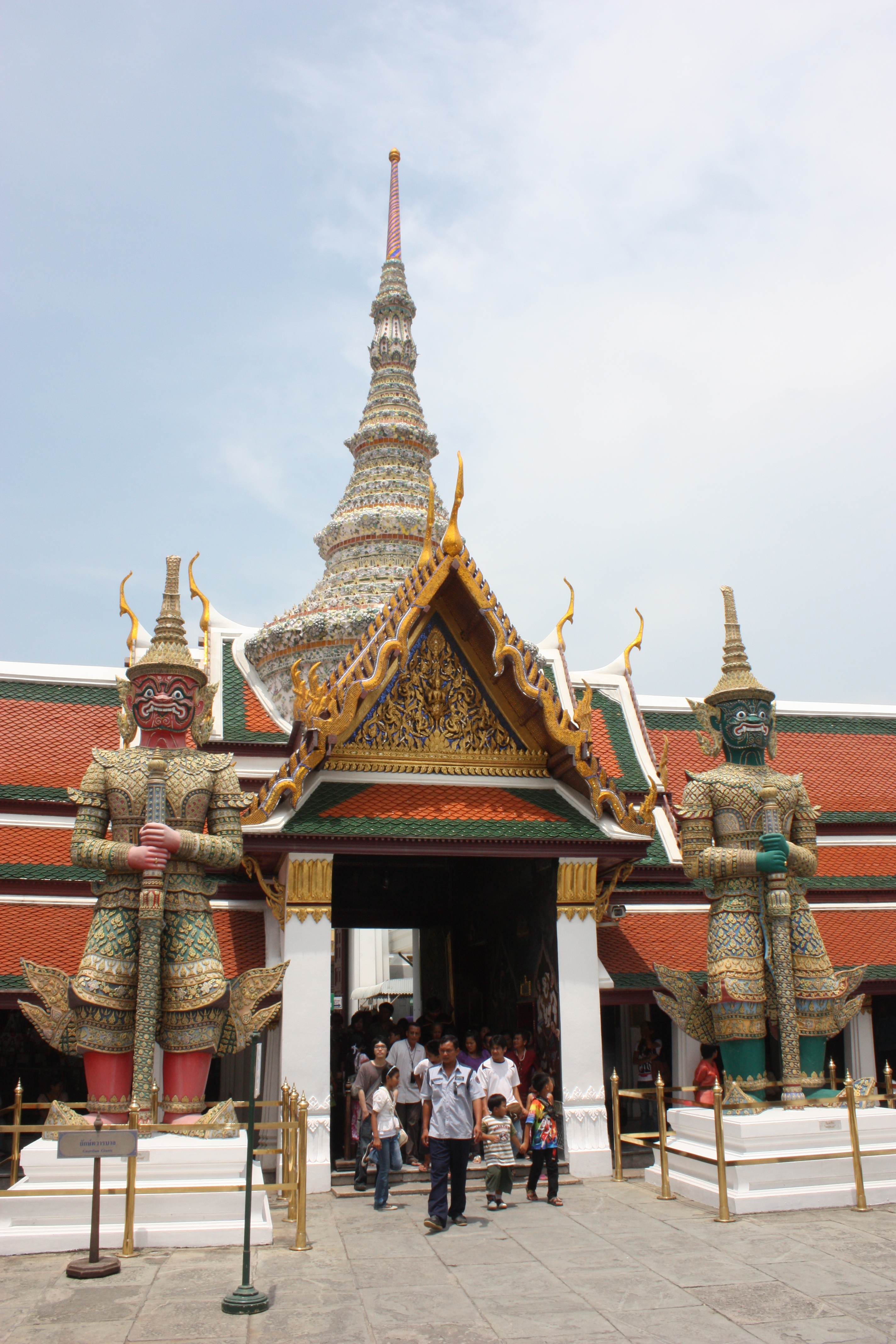
Porte n°1 Koei Sadet (avant)
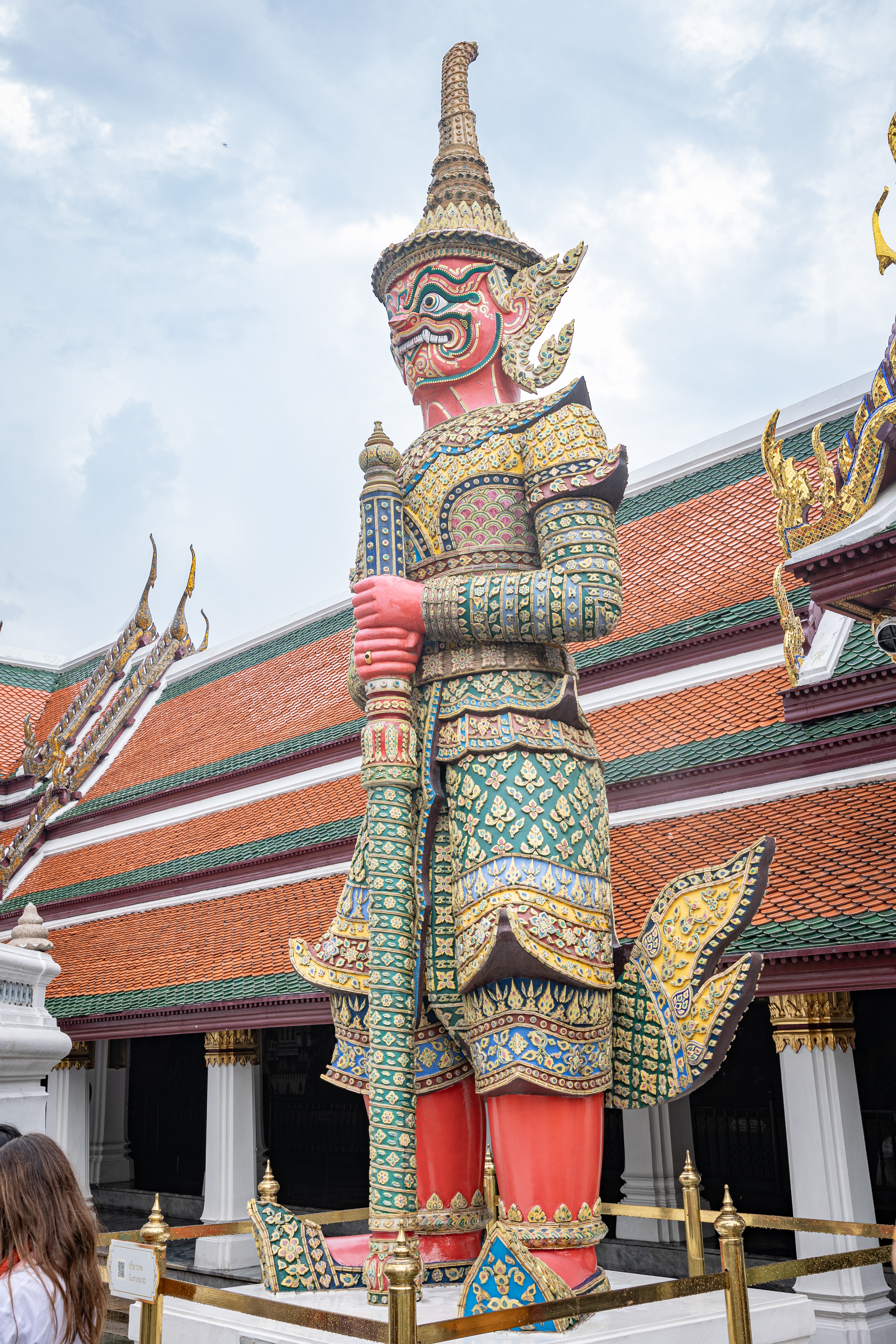
Suriyaphop สุริยาภพ
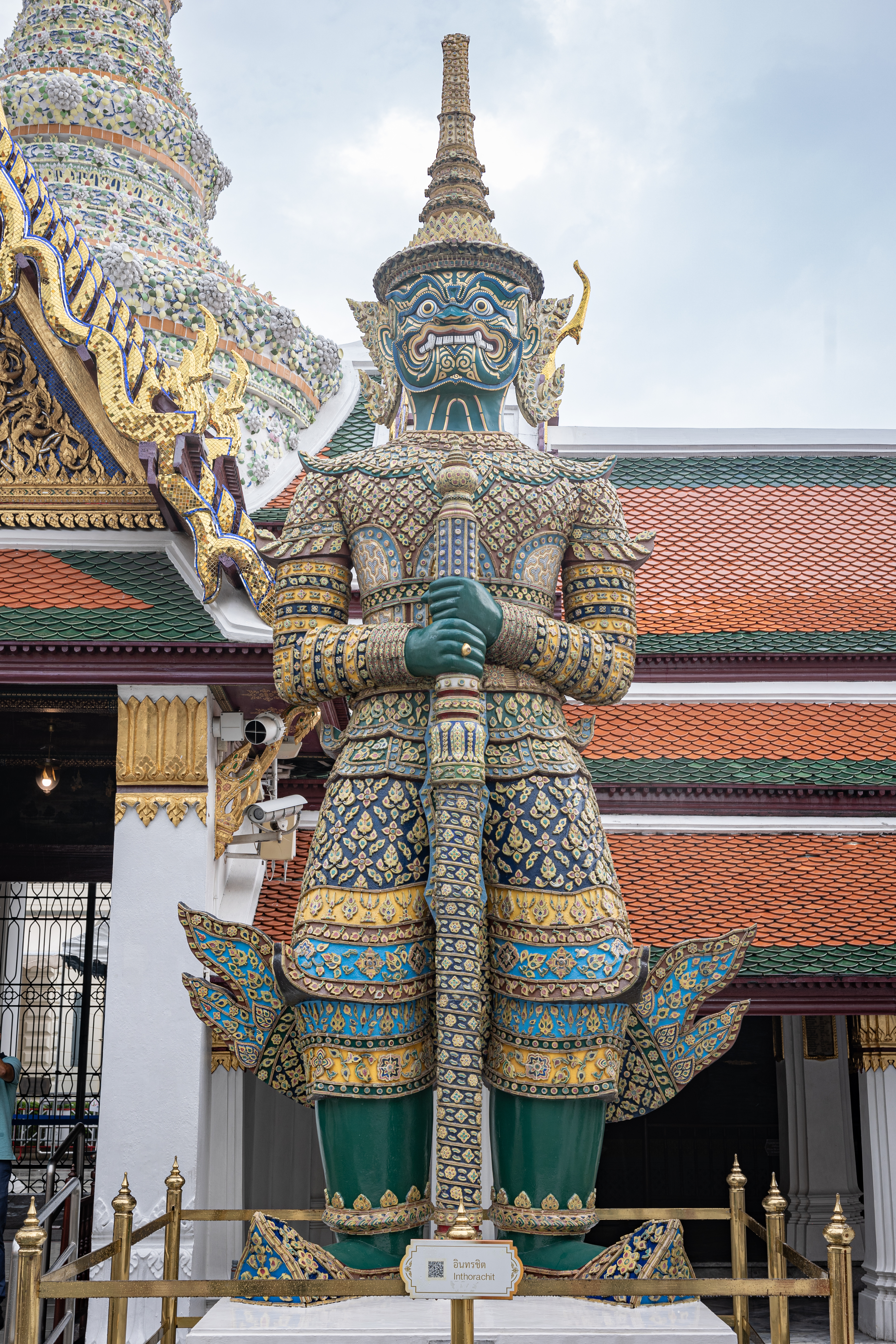
Inthorachit อินทรชิต
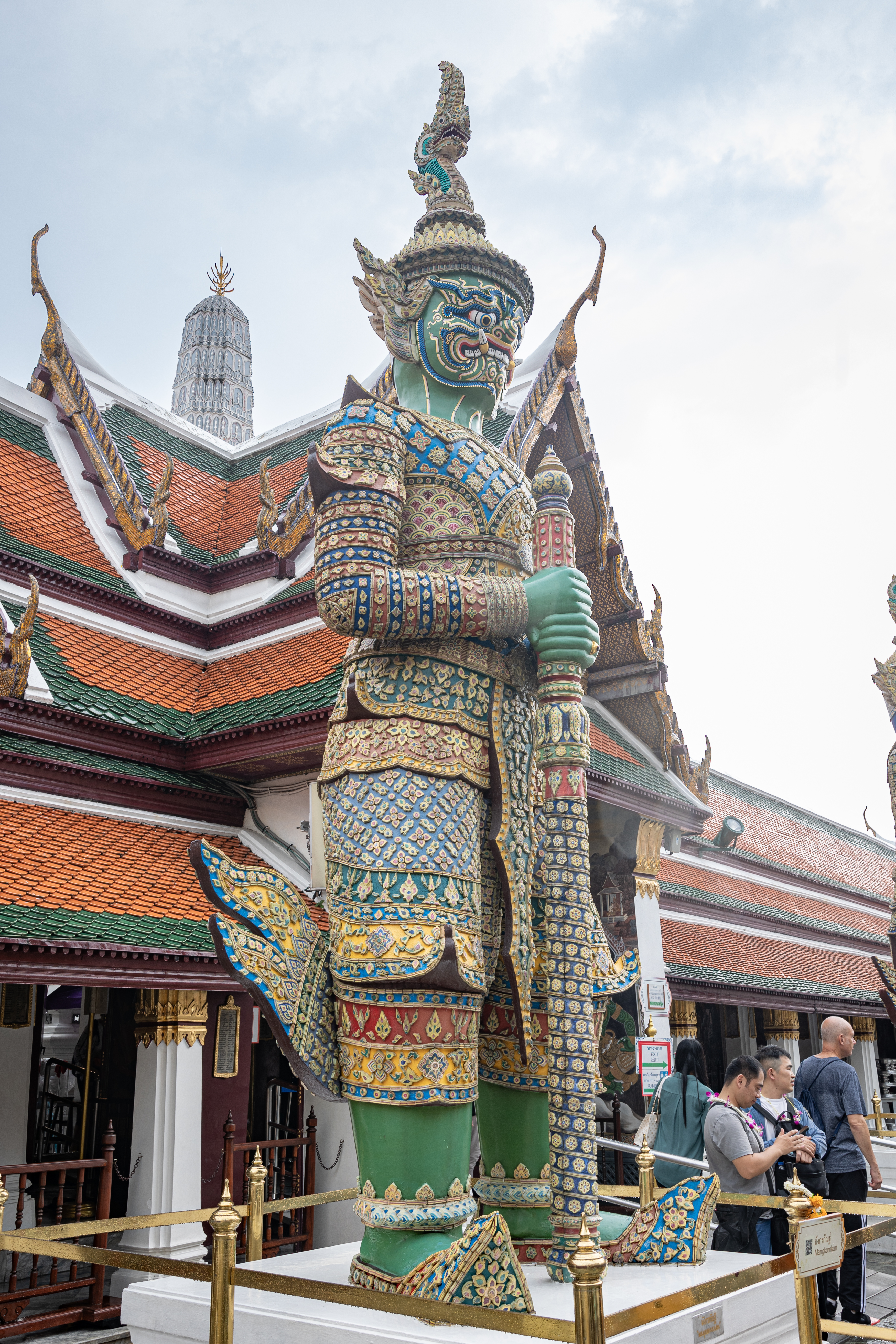
Mangkonkan มังกรกัณฐ์
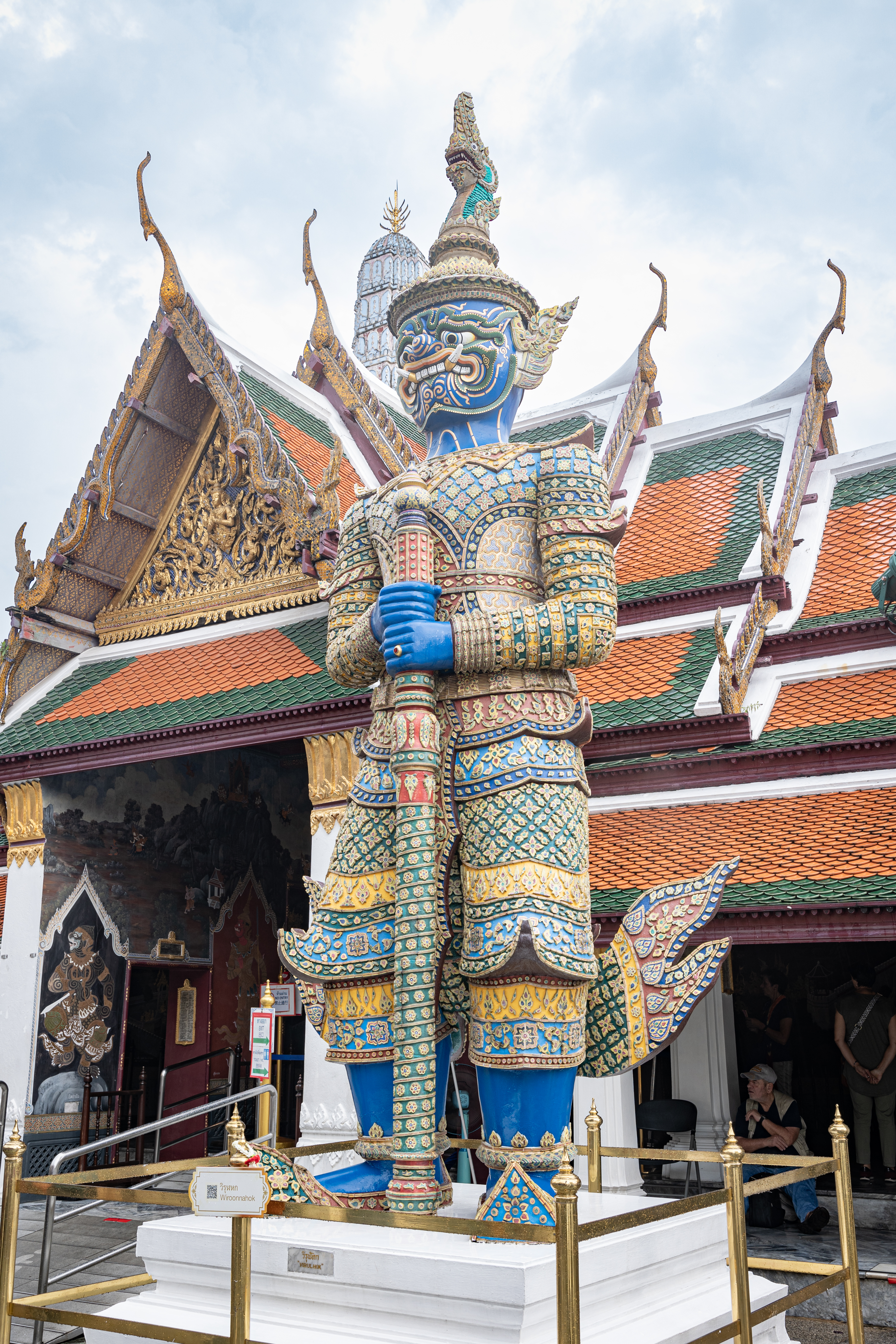
Wirunhok วิรุฬหก
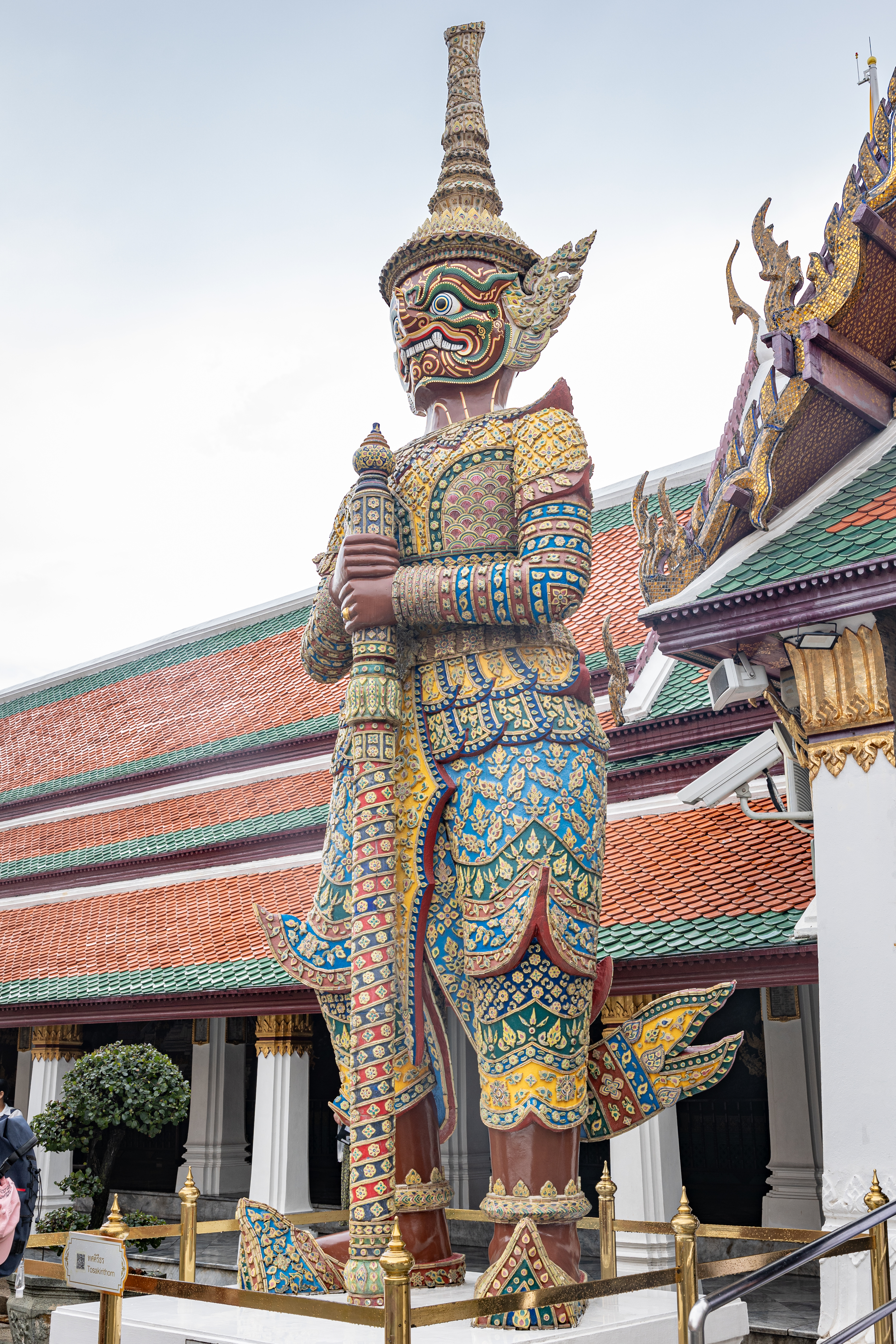
Thosakhirithon ทศคีรีธร
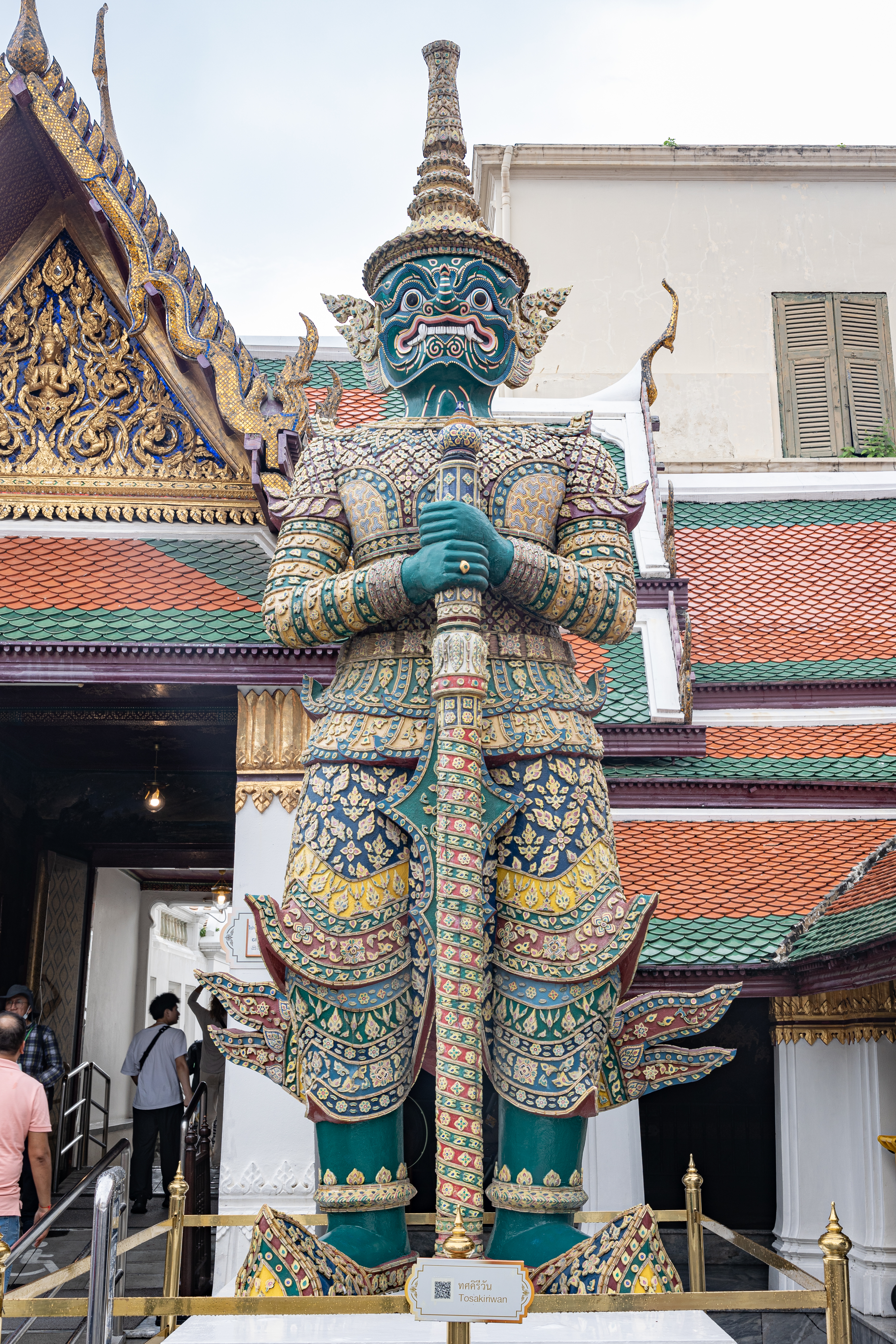
Thotsakhiriwan ทศคีรีวัน
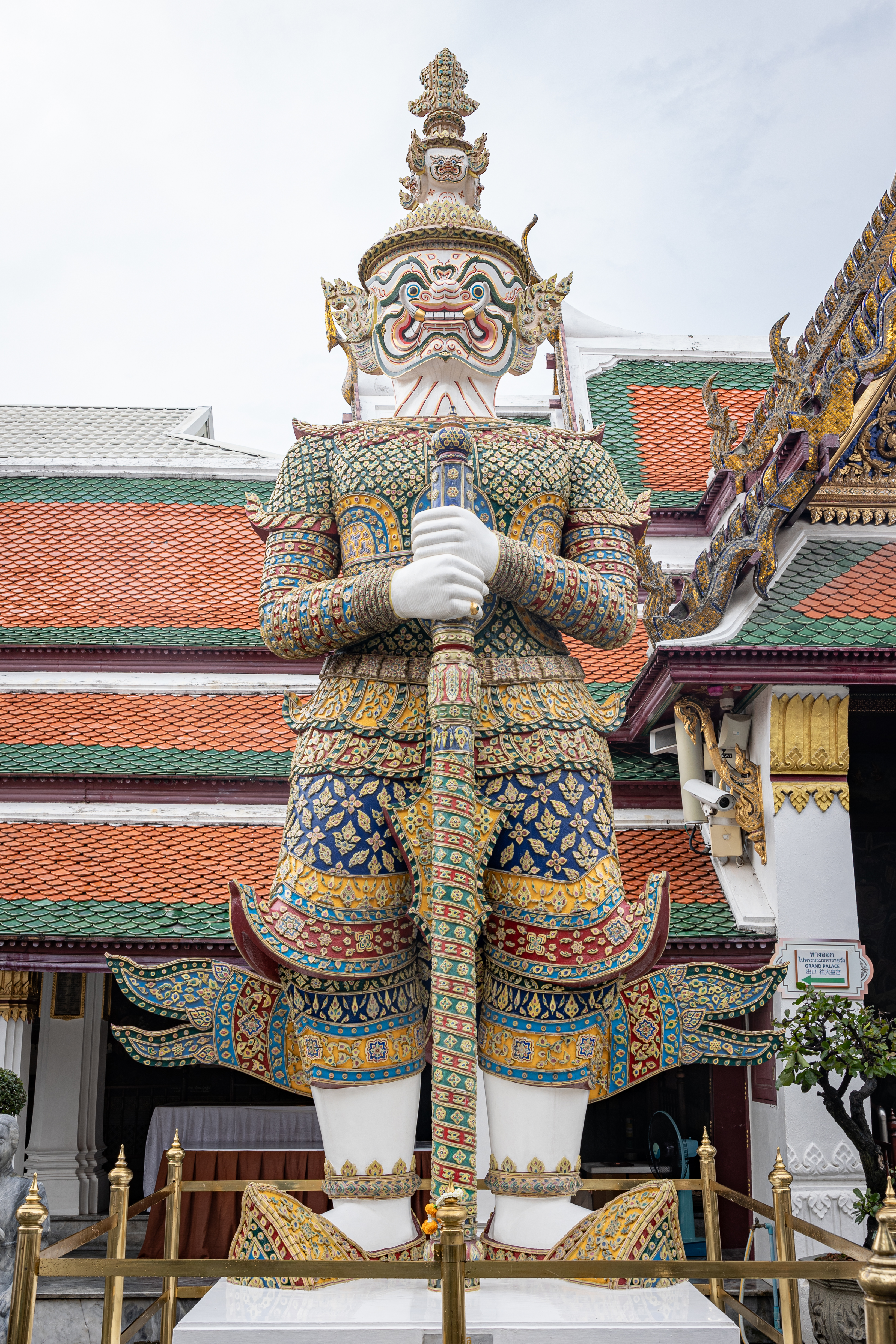
Chakkrawat จักรวรรดิ
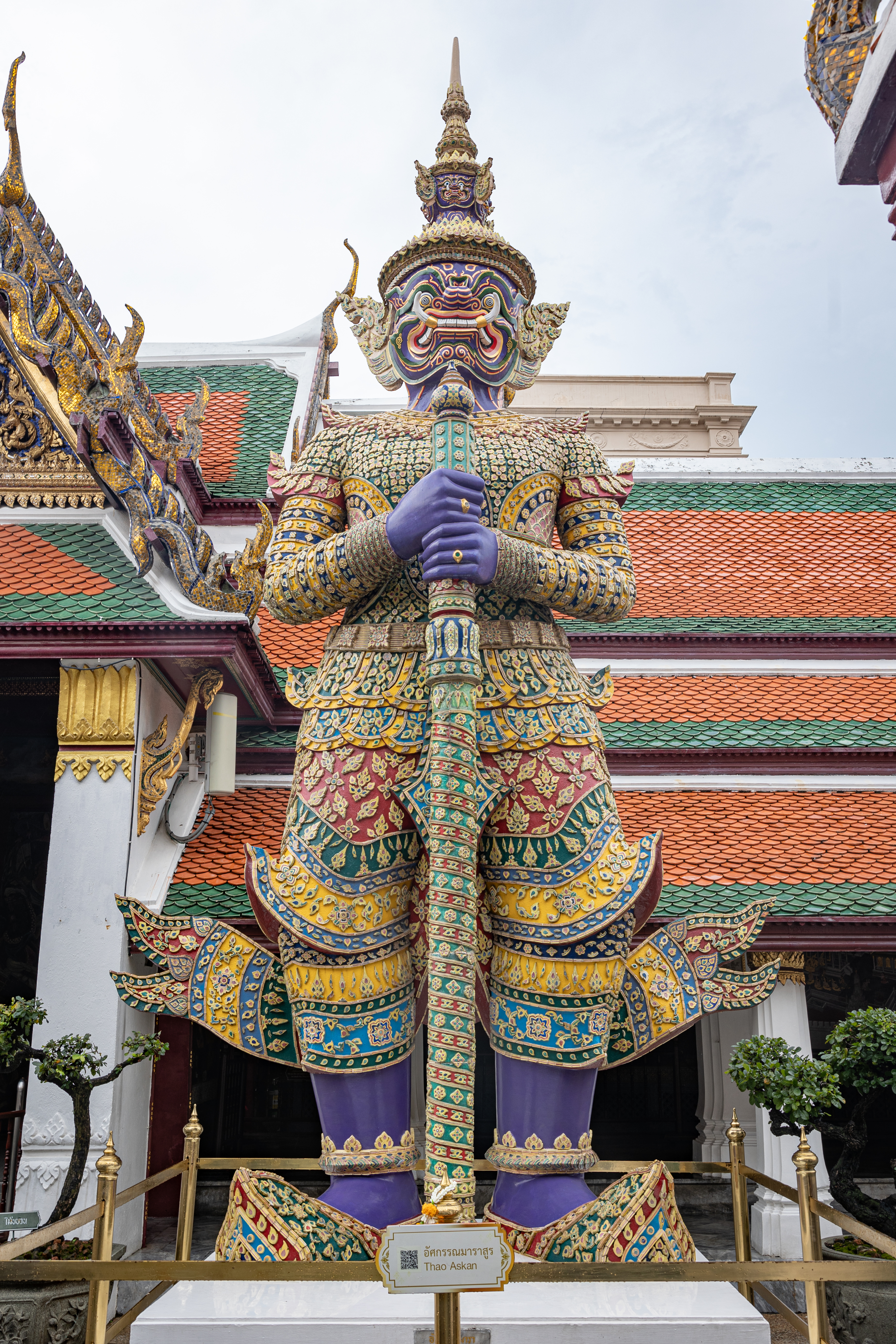
Atsakanmala อัศกรรณมาราสูร
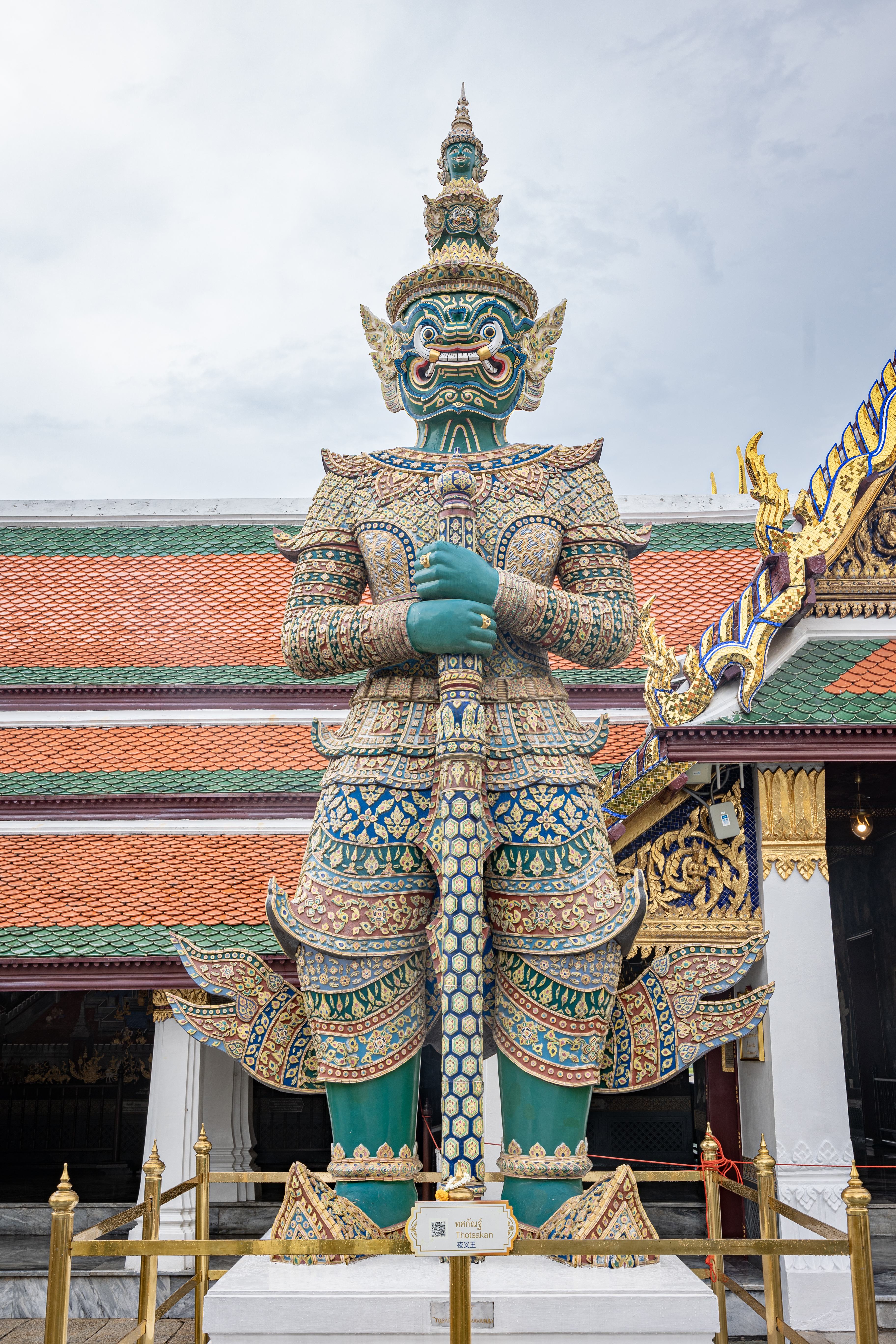
Thotsakan ทศกัณฐ์
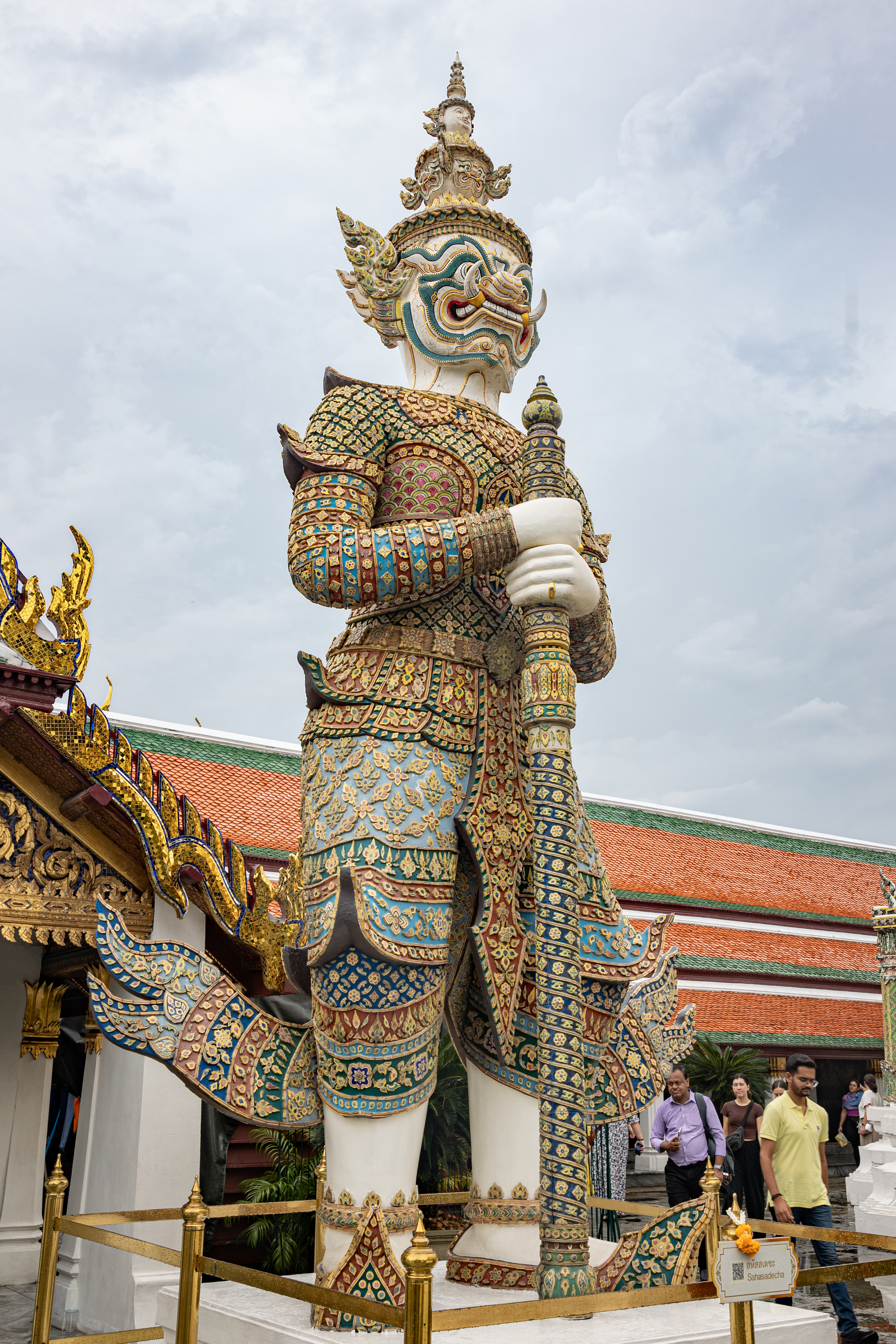
Sahatsadecha สหัสเดชะ
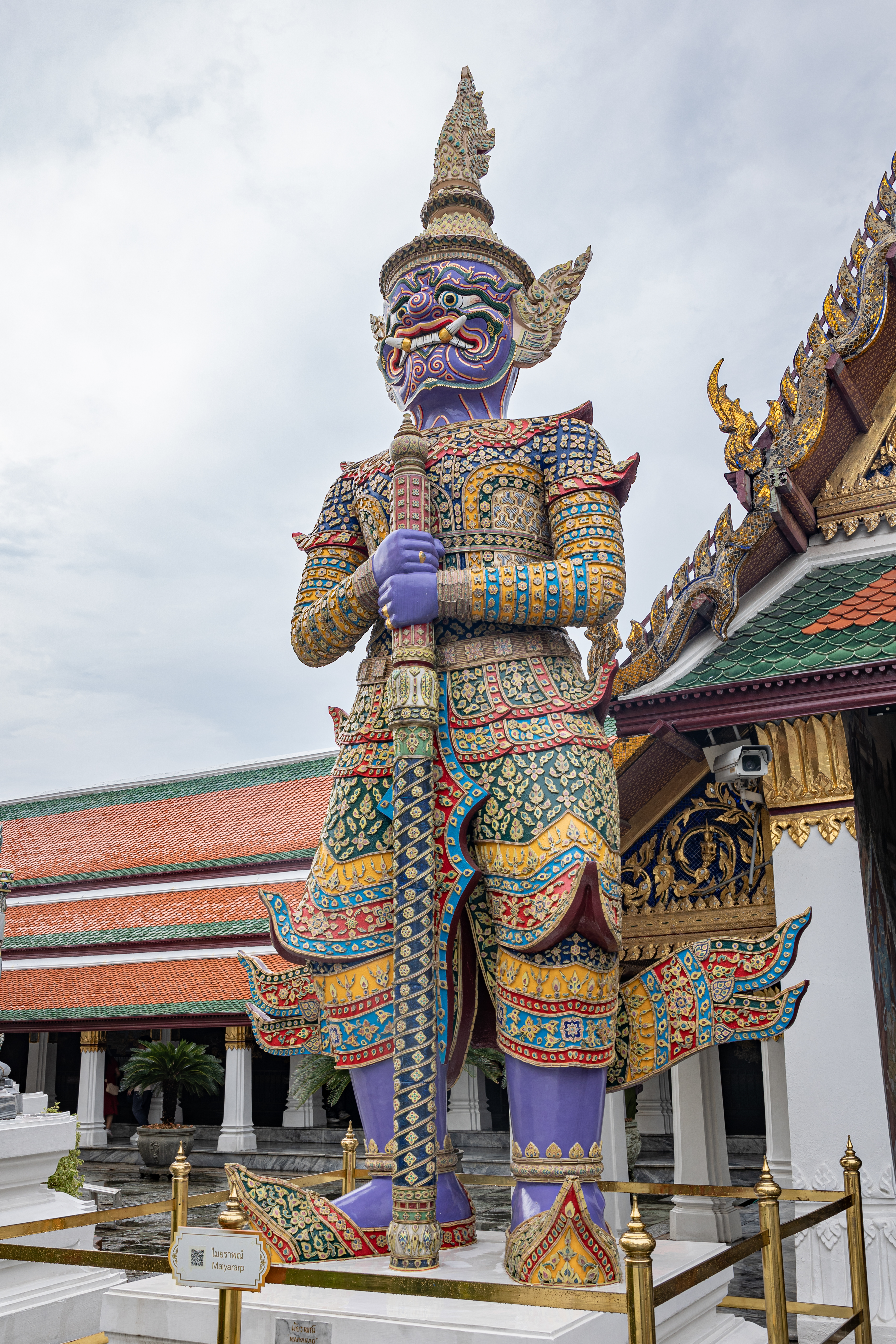
Maiyarap ไมยราพณ์
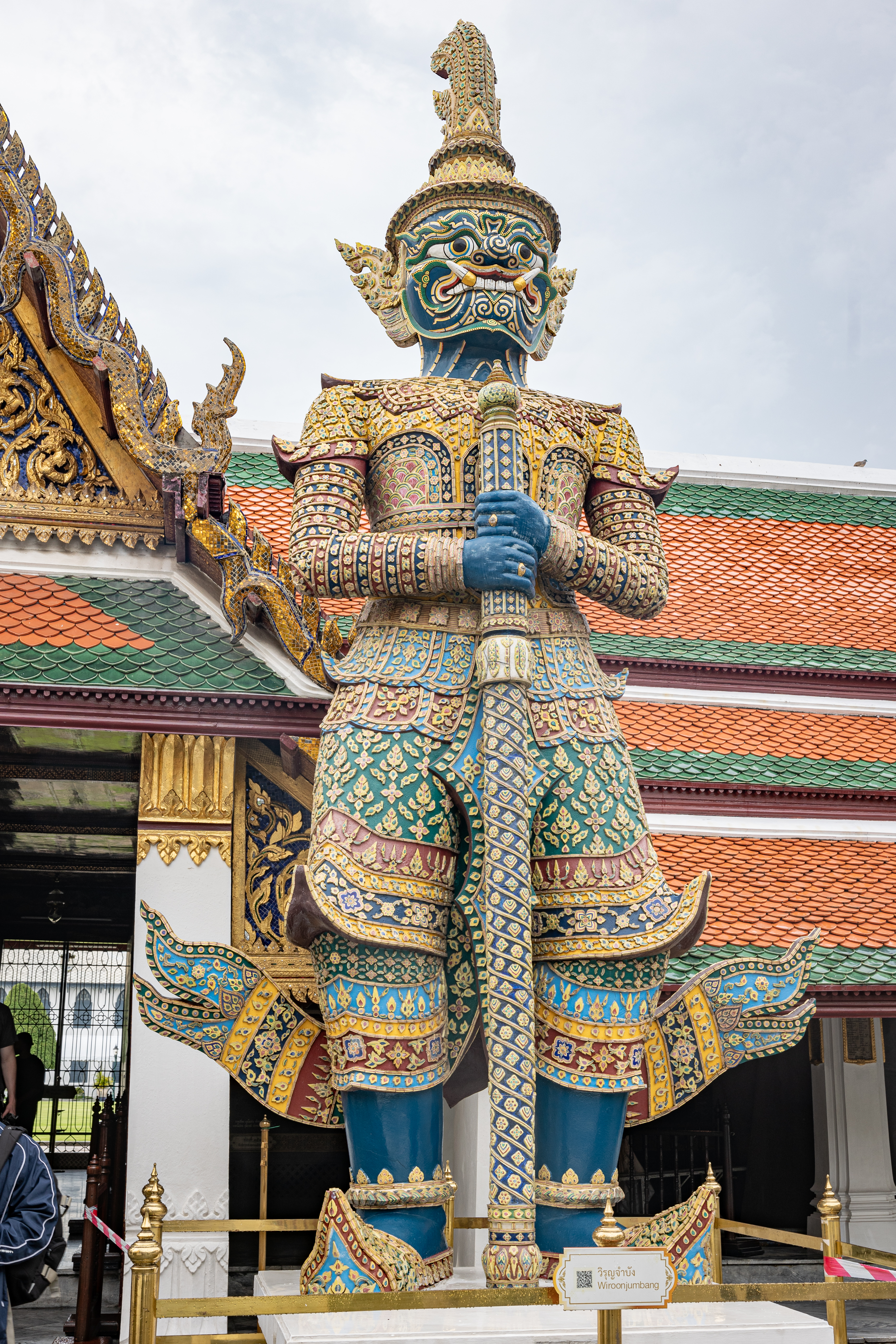
Wirunchambang วิรุณจำบัง
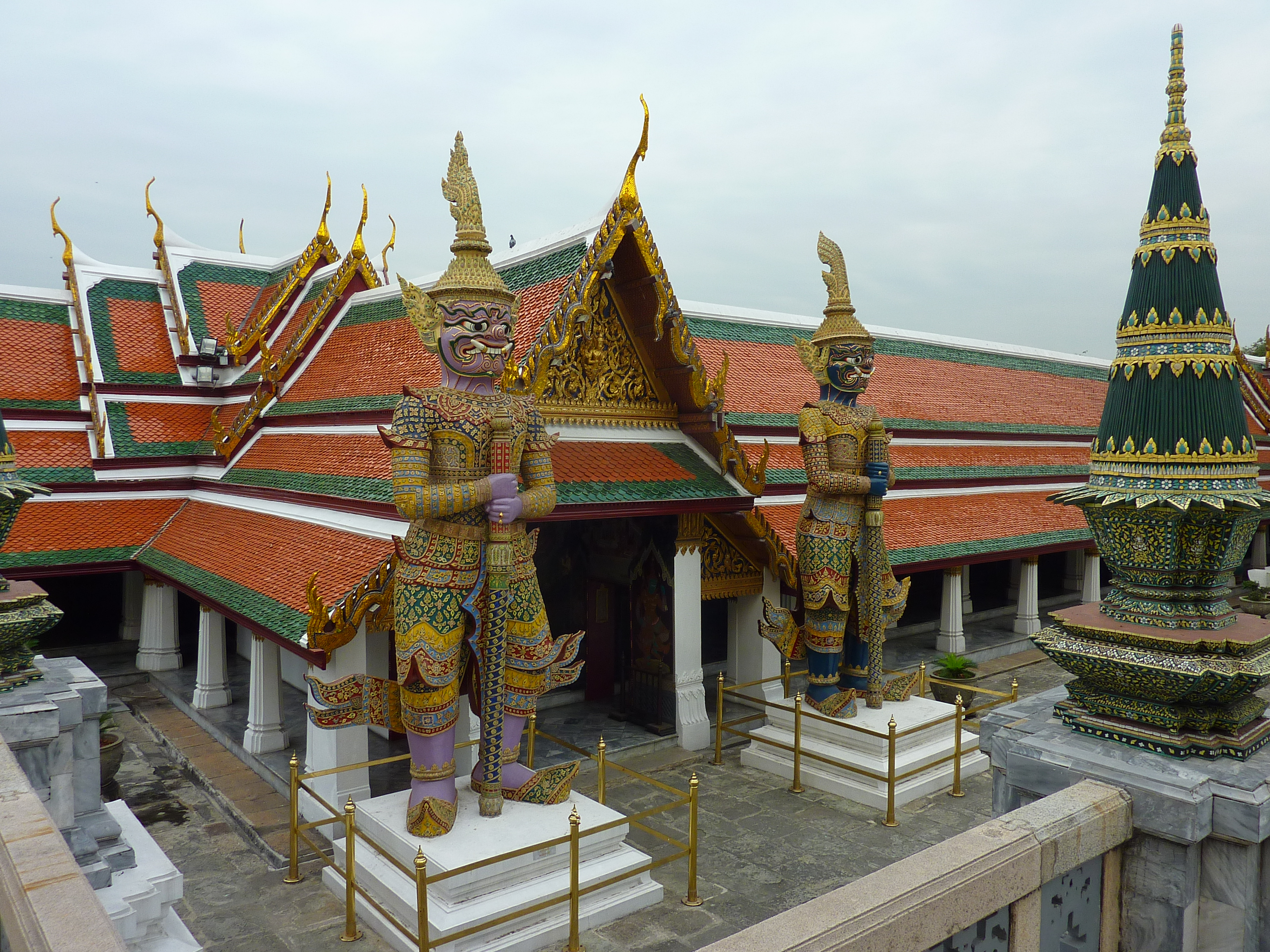
Porte n°6 Sanam Chai

### Ubosot ("Chapelle royale" du Temple du Bouddha d'émeraude)
L'Ubosot (ou Bot) du Temple du Bouddha d'émeraude est un sanctuaire réservé au roi, c'est pourquoi on l'appelle aussi "Chapelle royale". 

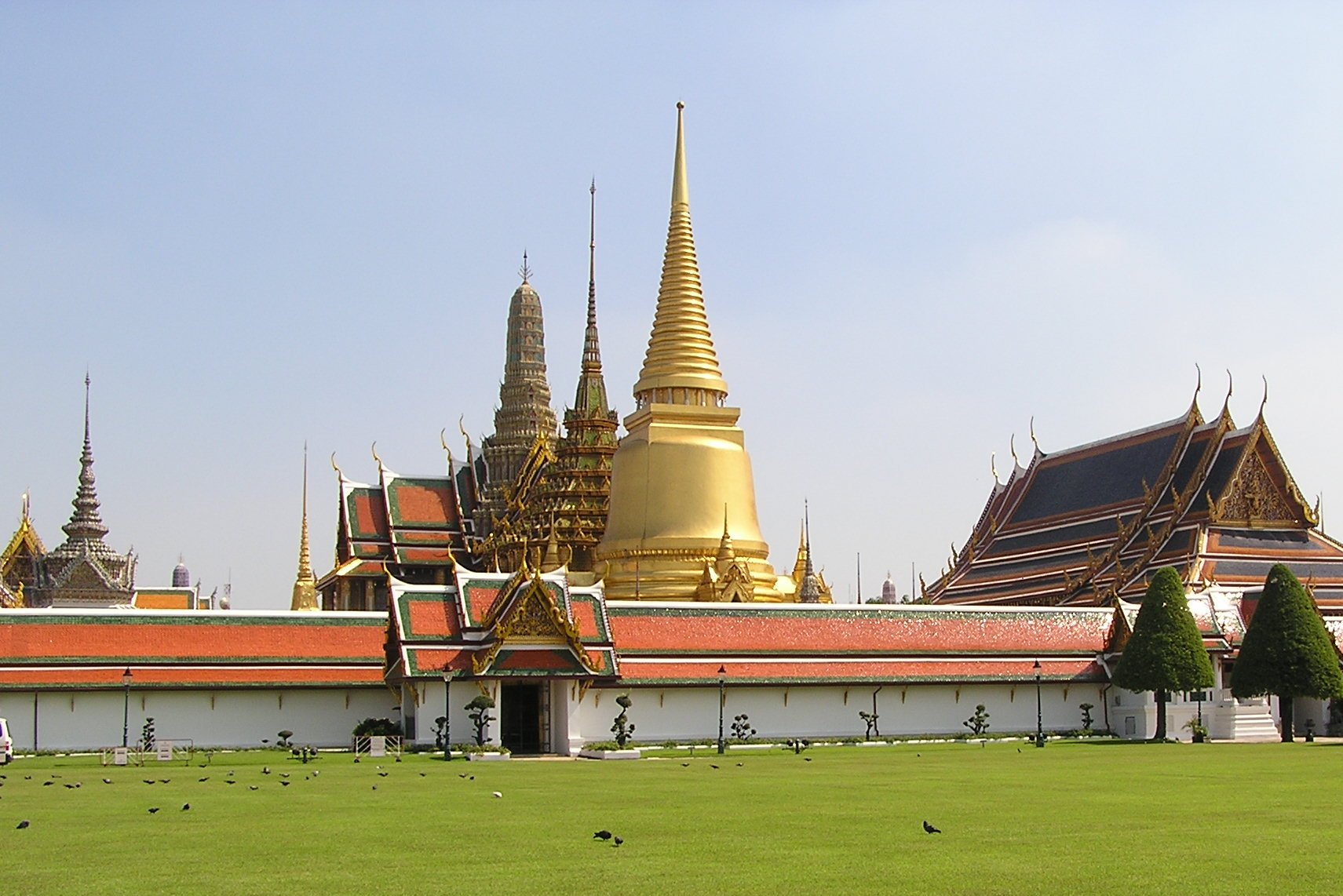
Complexe architectural du Wat Phra Kaeo dans l'enceinte du Palais royal vu de l'ouest (les 3 monuments alignés au centre et l'Ubosot à droite).

Ubosot ou Bot, &quot;Chapelle royale&quot; du Temple du Bouddha d'émeraude
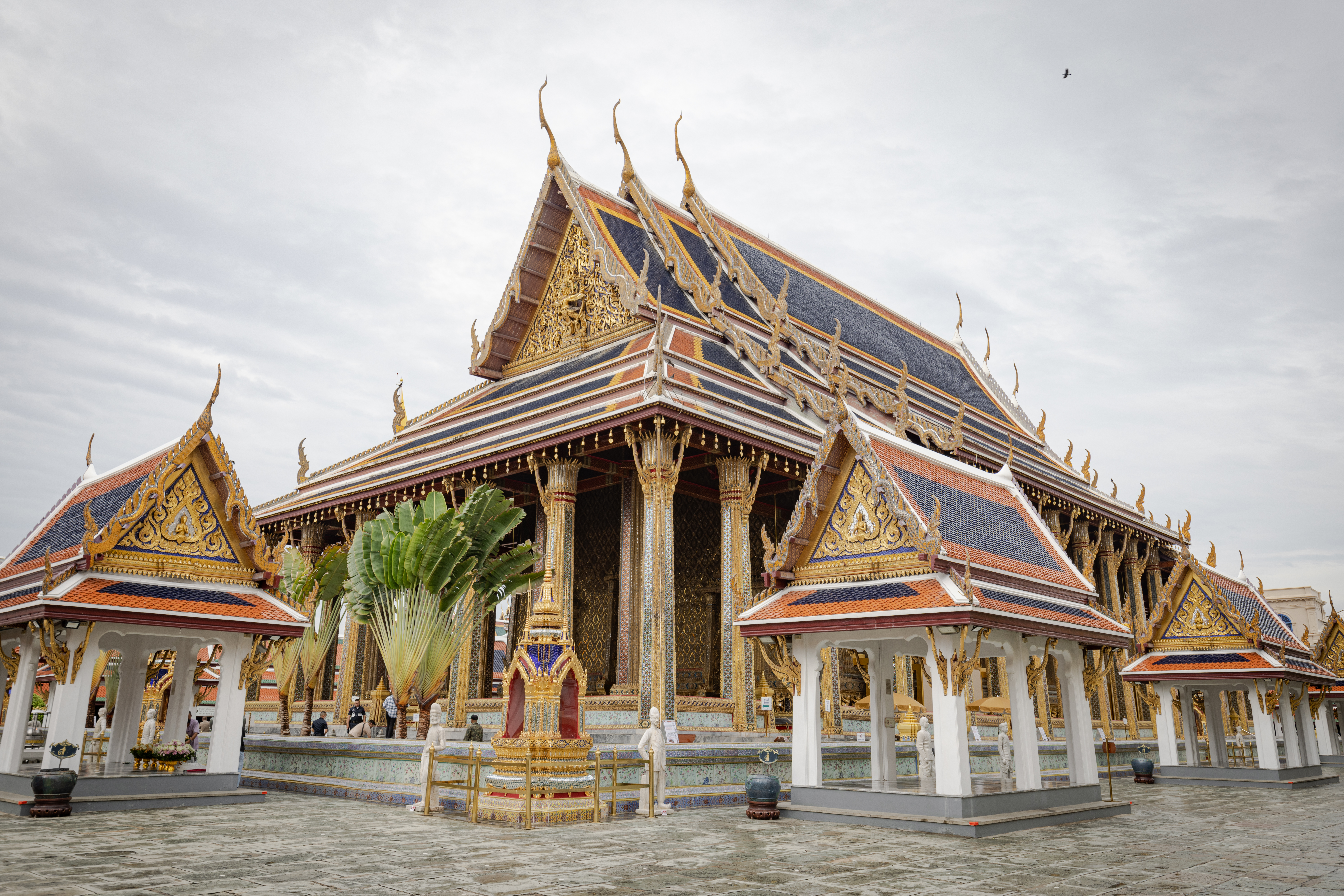
"Chapelle royale" (Ubosot ; Bot) entourée par des Salas
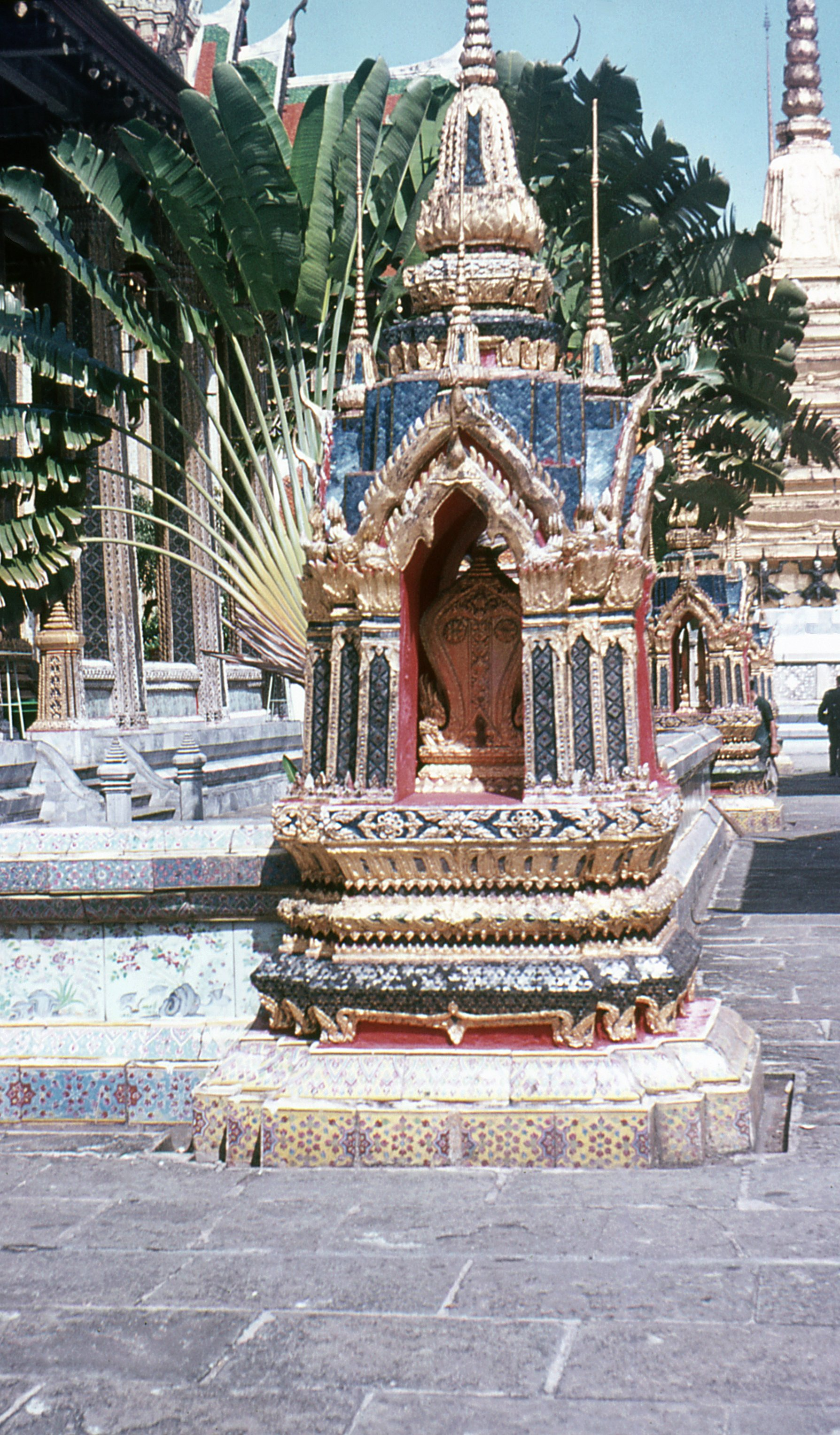
Borne sacrée Bai Sema
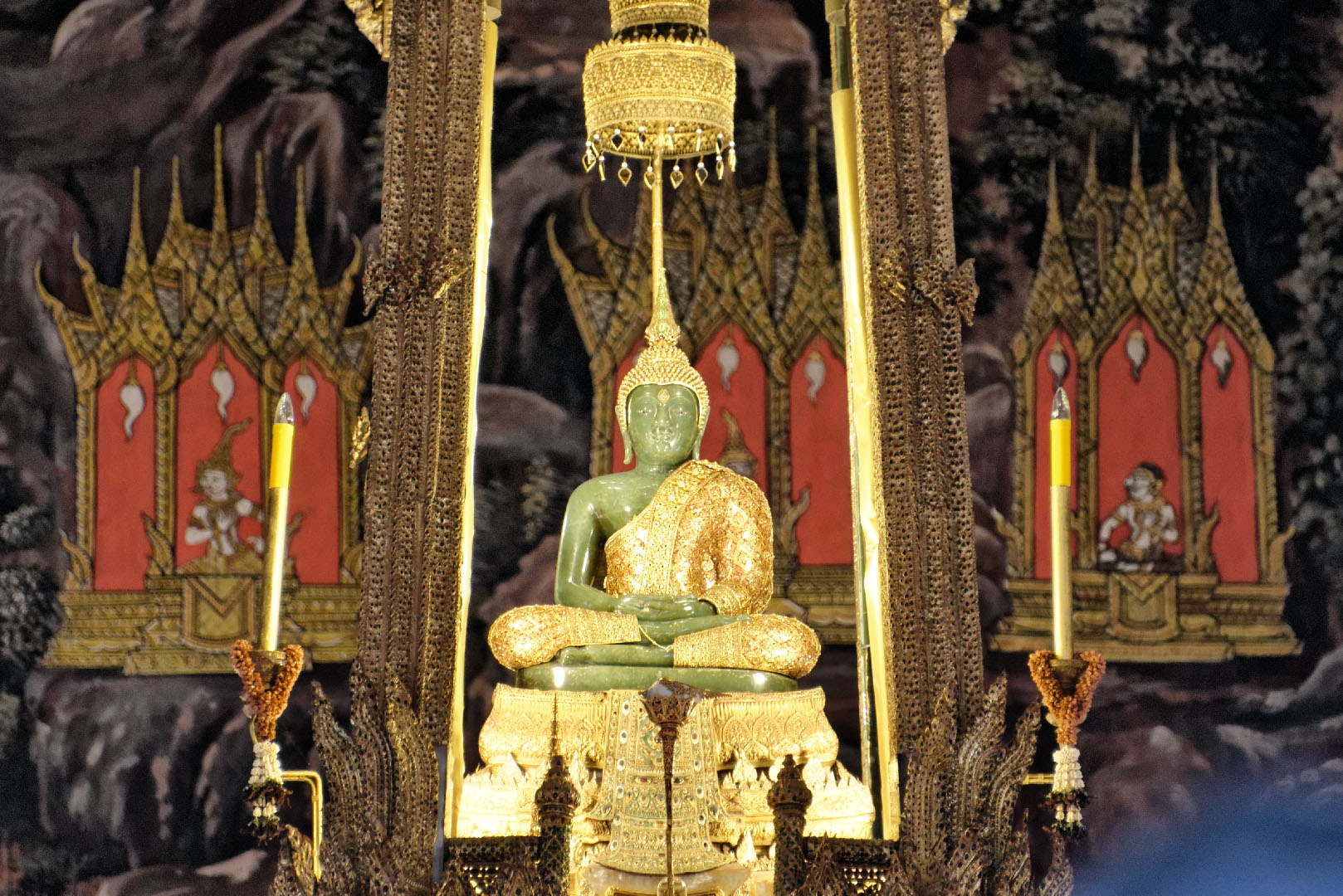
Statue du Bouddha d'émeraude
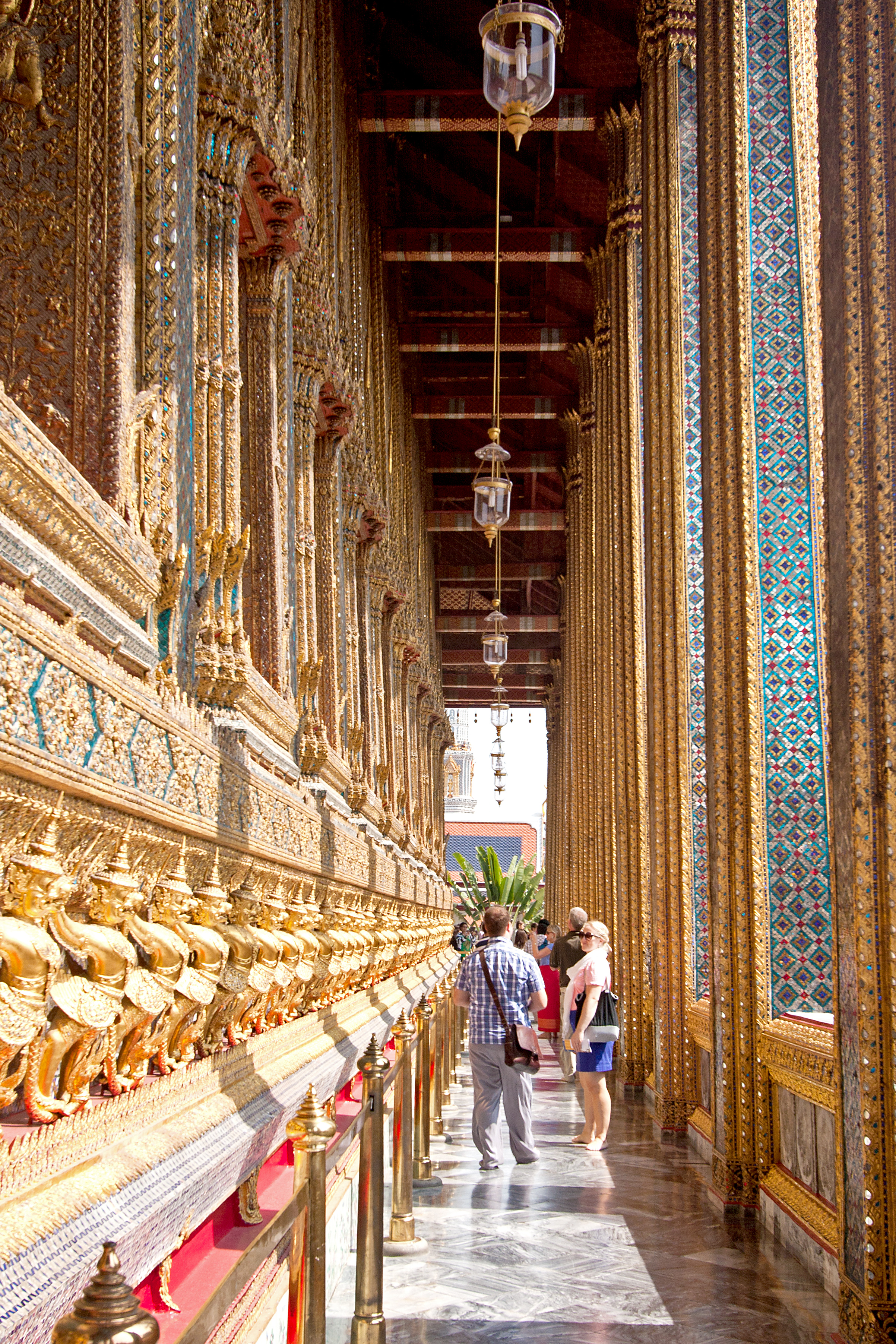
Galerie couverte autour de l'Ubosot
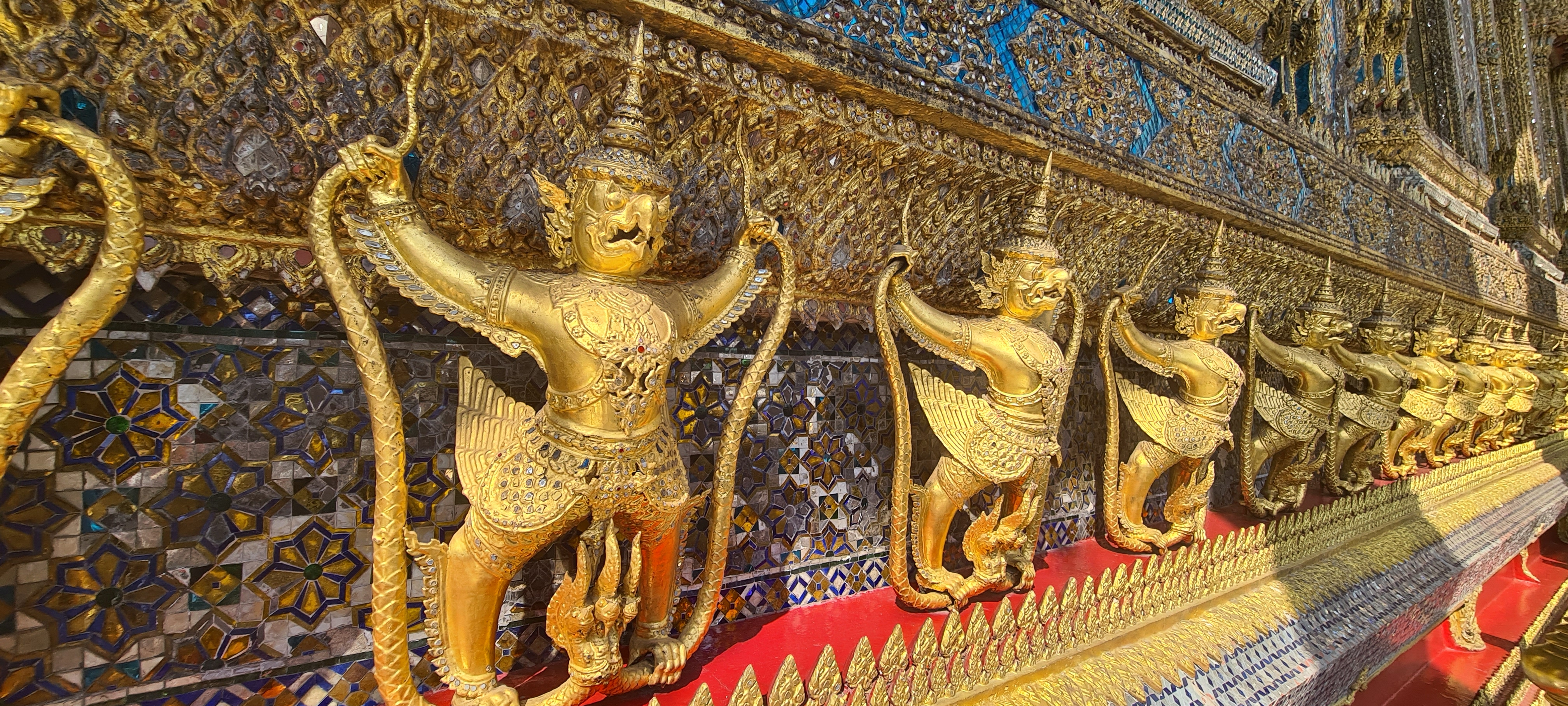
Longue file de Garudas
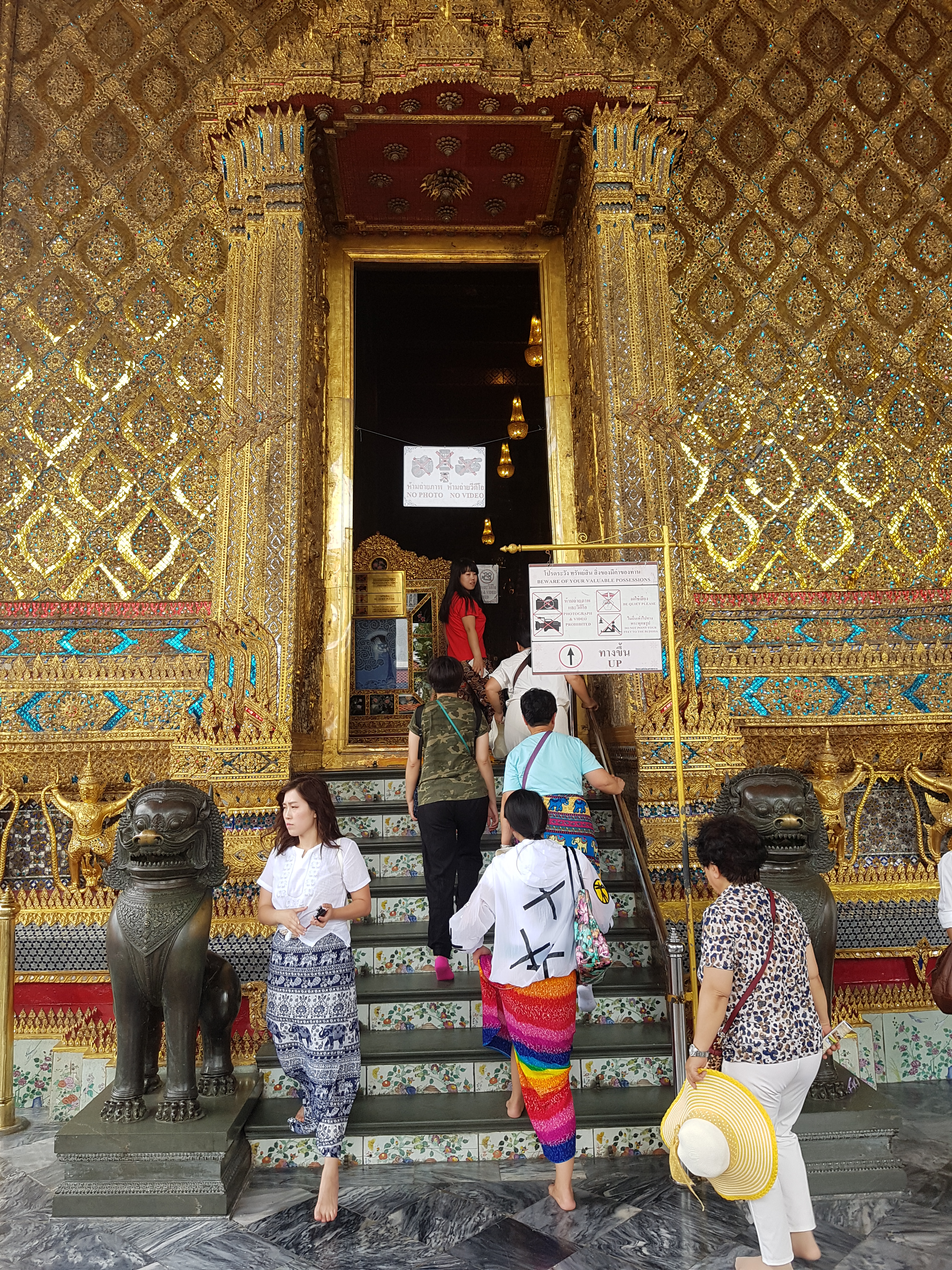
Entrée de la "chapelle royale"
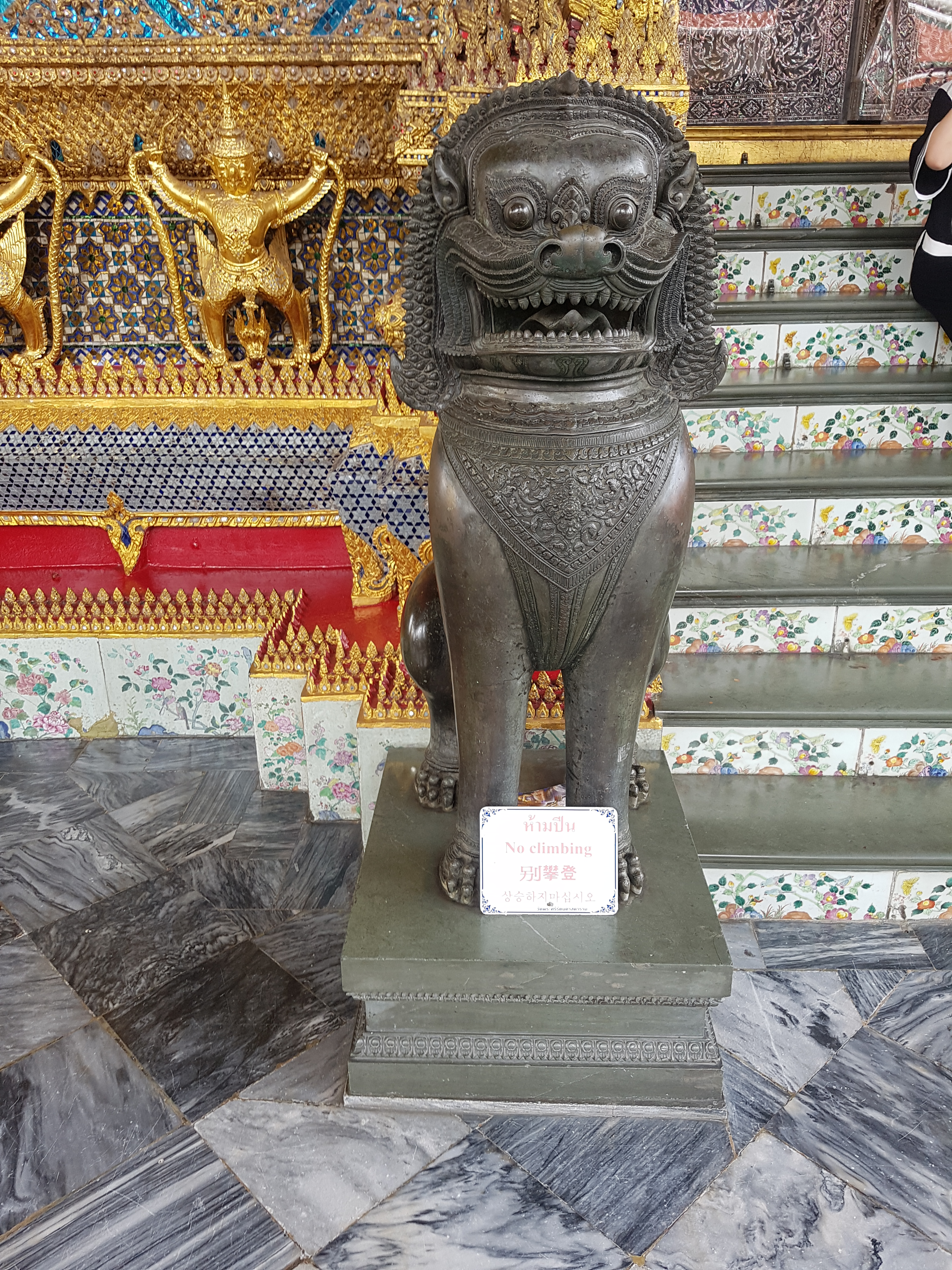
Lion de Bronze

Le Bouddha d'émeraude, qui se trouve dans l'ubosot, est une statue haute de 76,2 centimètres, sculptée dans un unique jade au XVe siècle. Selon une légende, la statue était recouverte de stuc doré lors de sa découverte; selon une autre légende, elle se serait trouvée à l'intérieur d'une autre statue, faite d'argile. Le Bouddha d'émeraude a été découvert en 1431, dans l'un des temples de Chiang Rai, avant de devenir plus tard possession du roi Rama Ier. Les vêtements de la statue sont changés trois fois par an, à chaque nouvelle saison, par le roi lui-même ou par les ministres du temple,,,,.
Deux lions de bronze sont postés à l'entrée du temple, apportés du Cambodge par le roi Rama Ier. La base du temple est ceinturée de statuettes de garudas, plaquées d'or, tenant chacune deux nâgas entre leurs griffes. Portes et fenêtres sont ornées de motifs dorés ou en céramique de verres colorés.
L'intérieur de l'ubosot est recouvert de peintures murales datant du règne de Rama III.
Douze sala entourent l'Ubosot du Temple du Bouddha d'émeraude.

### Les trois monuments alignés Panthéon royal, Bibliothèque sacrée et Grand Chedi doré
Le Panthéon royal, la Bibliothèque sacrée et le Grand Chedi doré sont alignés sur un axe est-ouest.

Grand Chédi doré, Bibliothèque sacrée et Panthéon royal
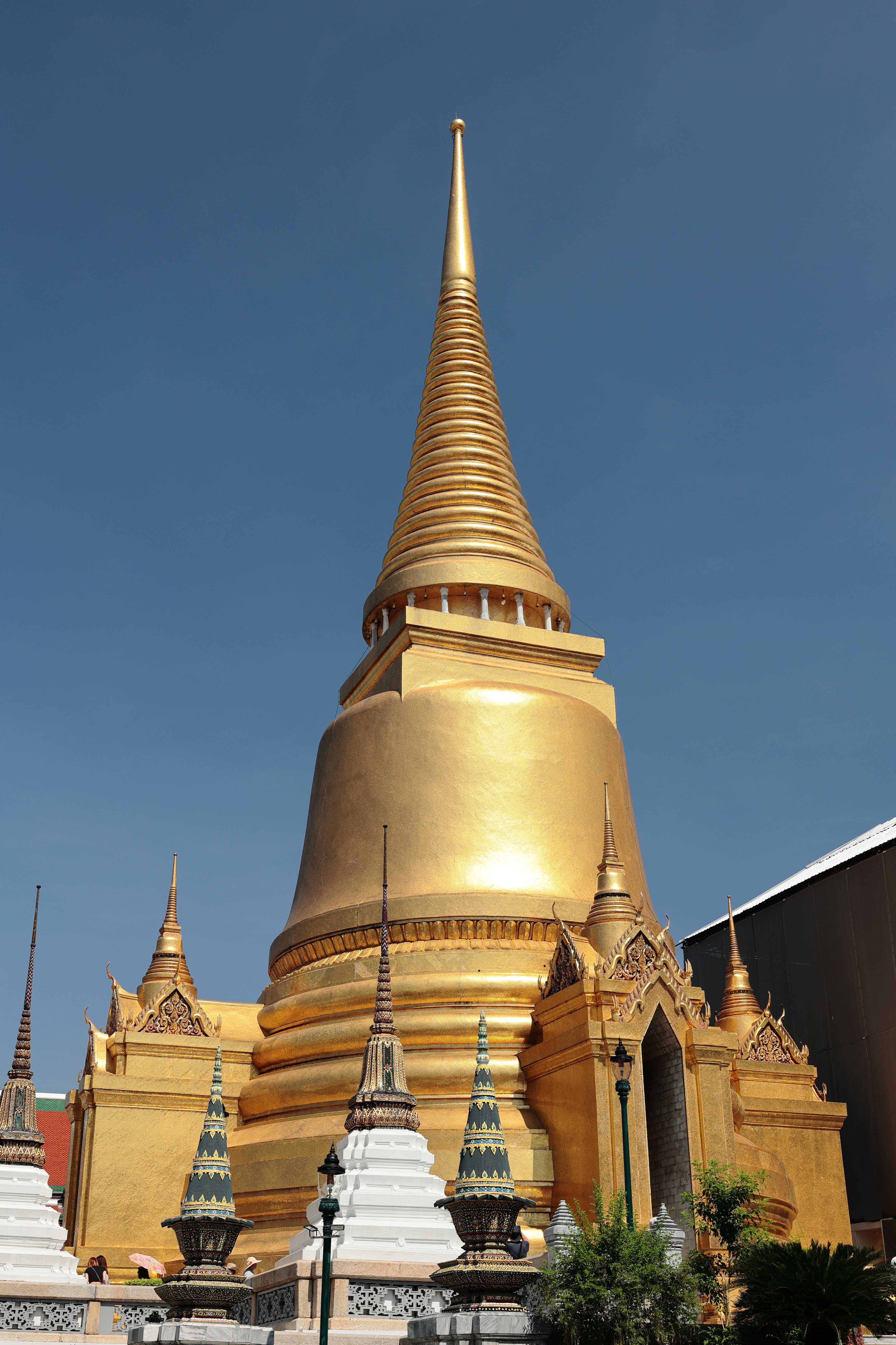
Grand Chédi doré
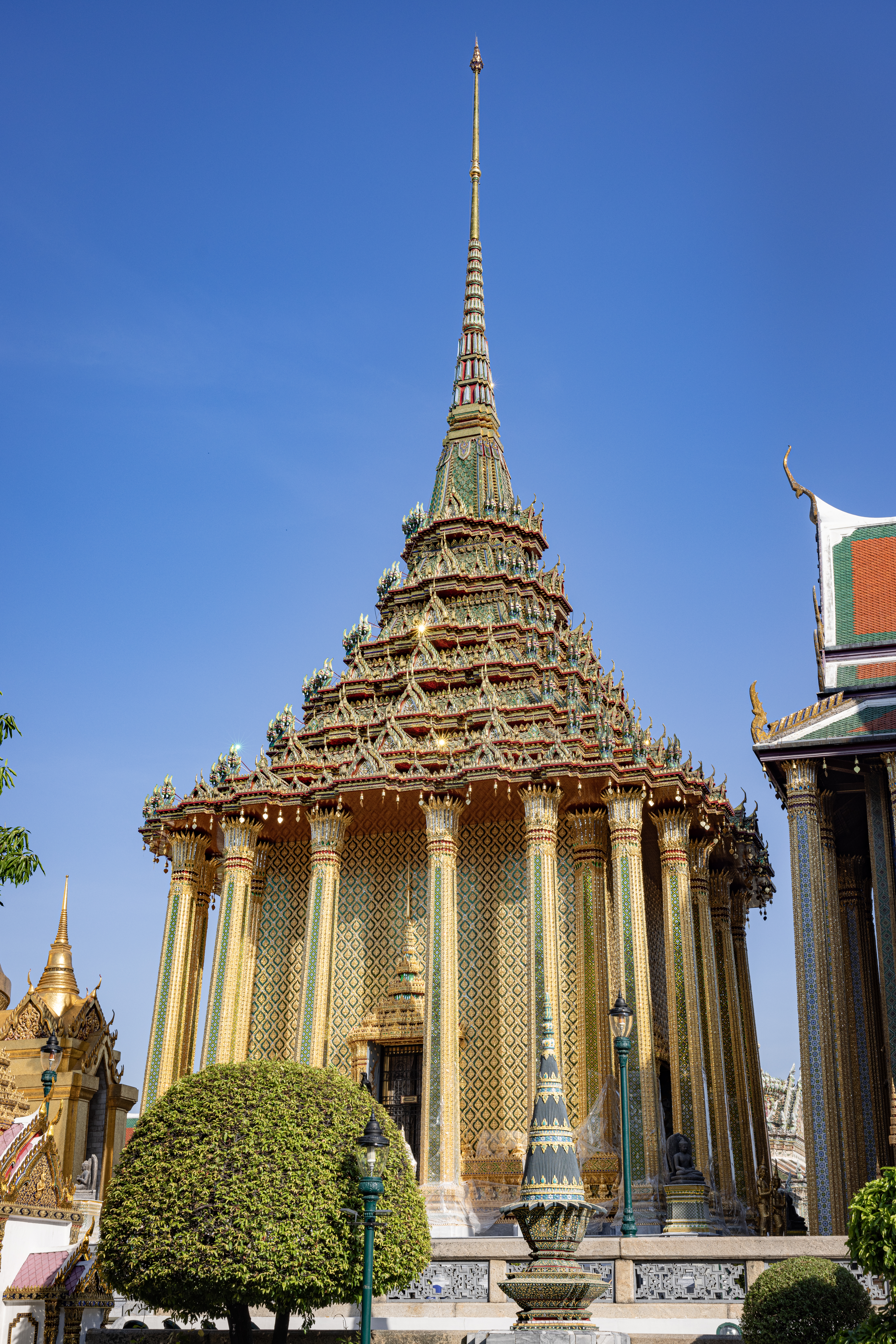
Bibliothèque sacrée
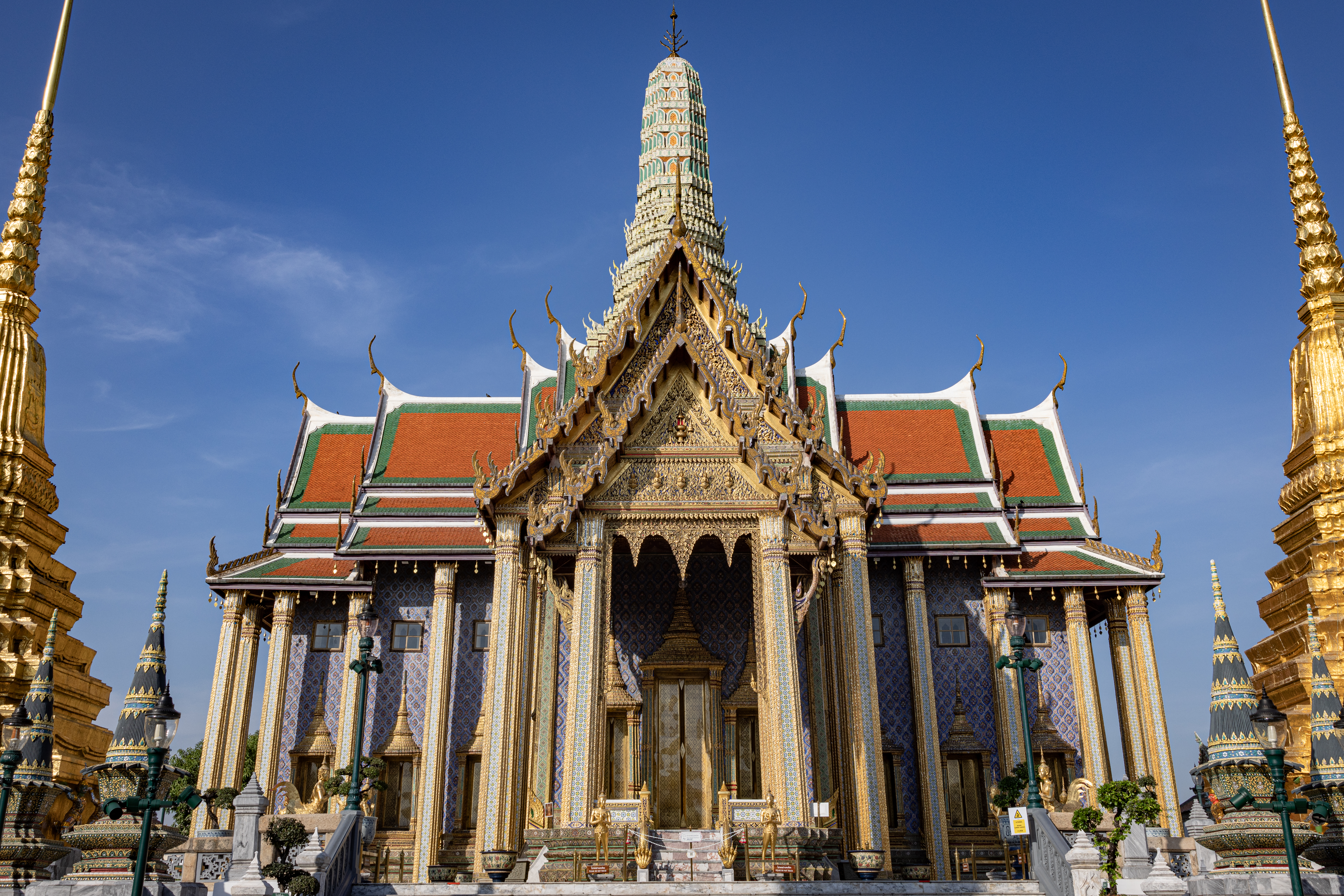
Panthéon royal

#### Le Panthéon royal (Prasat Phra Thep Bidon)
Le Prasat Phra Thep Bidon est le Panthéon royal où sont érigées les statues grandeur nature des huit précédents rois de la dynastie Chakri. Ce monument est une œuvre du roi Mongkut  (Rama IV) datant de 1855. C'est un bâtiment cruciforme couvert de quatre toits étagés de style thaï avec des tuiles orange et vert. Il est entouré de piliers carrés qui forment une galerie autour de l'édifice. Les piliers carrés sont décorés de faïences où dominent le bleu et le rouge. Ce n'est que sous le règne de Rama VI que les statues des rois y furent installées. Ce monument n'est ouvert au public qu'un jour par an, le 6 avril, le jour des Chakri et parfois un autre jour, exceptionnellement.
Les deux petits chedis dorés pointus devant le Panthéon royal ont été construits par Rama 1er en l'honneur de son père (Chedi sud) et de sa mère (Chedi nord). Vingt démons et singes cariatides ont ensuite été ajoutés à la base de ces deux édifices par Rama V. Ces deux petits chedis sont entourés par des créatures de la mythologie hindoue vivant dans la forêt légendaire de l'Himmapan.

#### La Bibliothèque sacrée (mondop)
Ce pavillon cubique situé derrière le Panthéon royal a été construit sous le règne de Rama 1er. C'est un des fleuron de l'architecture de Rattanakosin. Il en présente les caractéristiques principales : une fine et haute flèche surmontant une structure carrée qui repose sur des toits portés par de hautes colonnes et une profusion de décorations multicolores. De nombreux manuscrits y sont conservés.

#### Le Grand Chedi doré (Phra Si Ratana Chedi)
Ce stupa (chedi) en forme de cloche a été construit par le roi Mongkut (Rama IV) sur le modèle de l'un des trois grands chedi du Wat Phra Sri Sanphet qui constituent la base de l'ancienne "Chapelle royale" du Grand Palais d'Ayutthaya. Le palais royal de Bangkok et son temple du Bouddha d'émeraude est de nouveau inscrit dans la continuité du royaume d'Ayutthaya. Le Grand Chedi doré contient des reliques du Bouddha.

### Entretien
Soumis à un climat tropical humide et chaud ainsi qu'à une forte pollution de l'air et de relativement fréquentes inondations, les principaux monuments de Bangkok, dont le Grand Palais royal et le temple Wat Phra Kaeo, sont régulièrement restaurés,.

## Plan du Wat Phra Kaeo

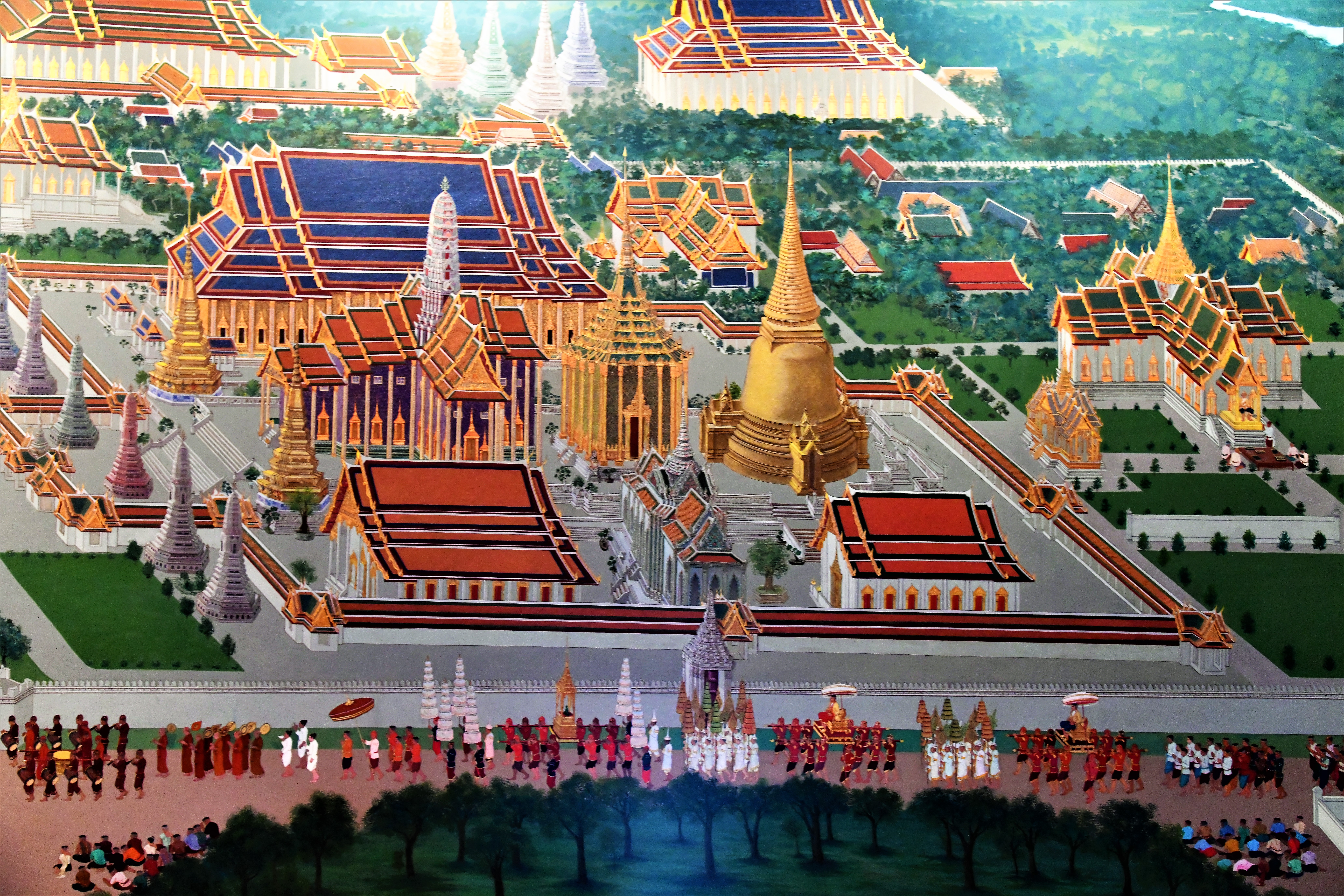
Peinture représentant Wat Phra Kaeo au Thai National Memorial

## Galeries

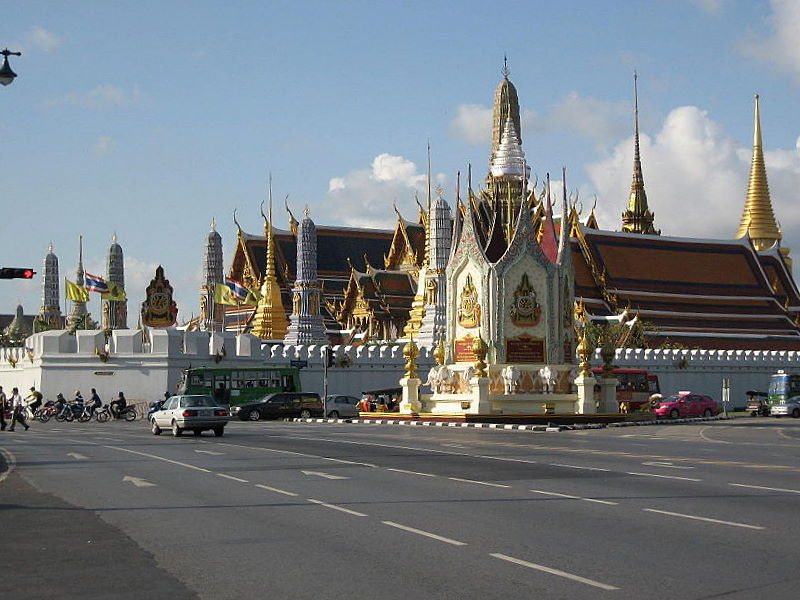
Nord-est de l'enceinte du Palais royal.
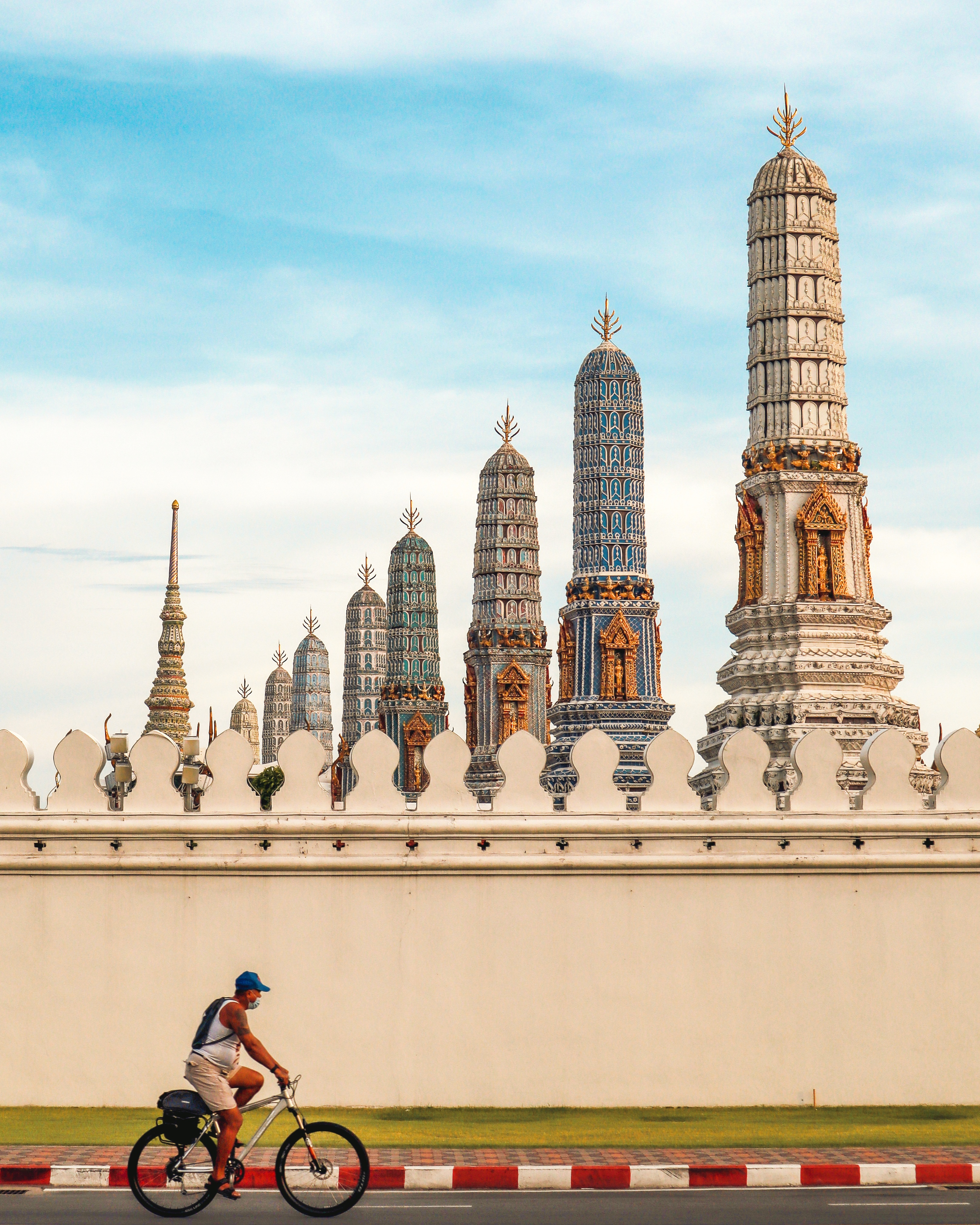
Un cycliste longe l'enceinte du Palais royal.
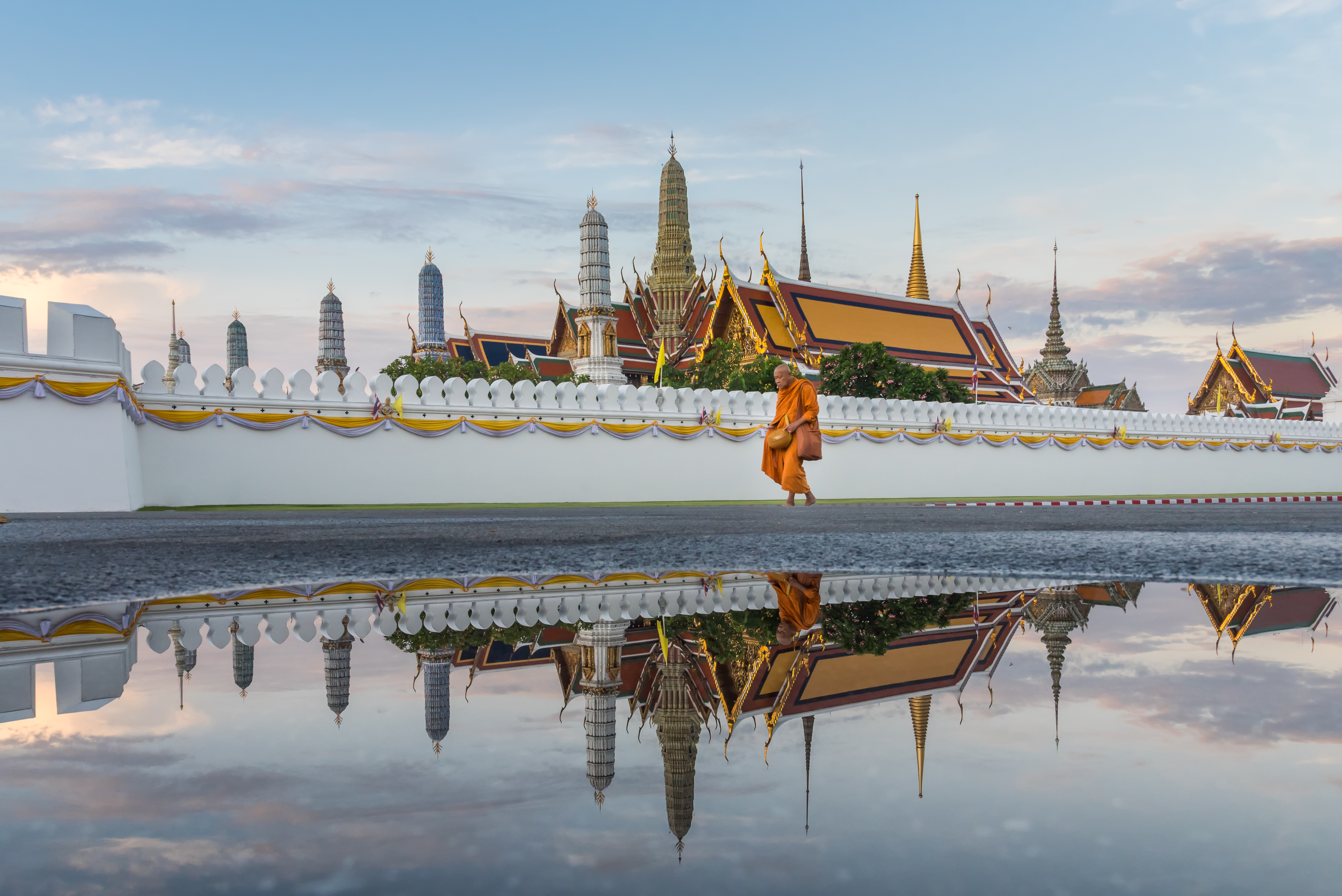
Moine bouddhiste devant le Wat Phra Kaeo, après une pluie.
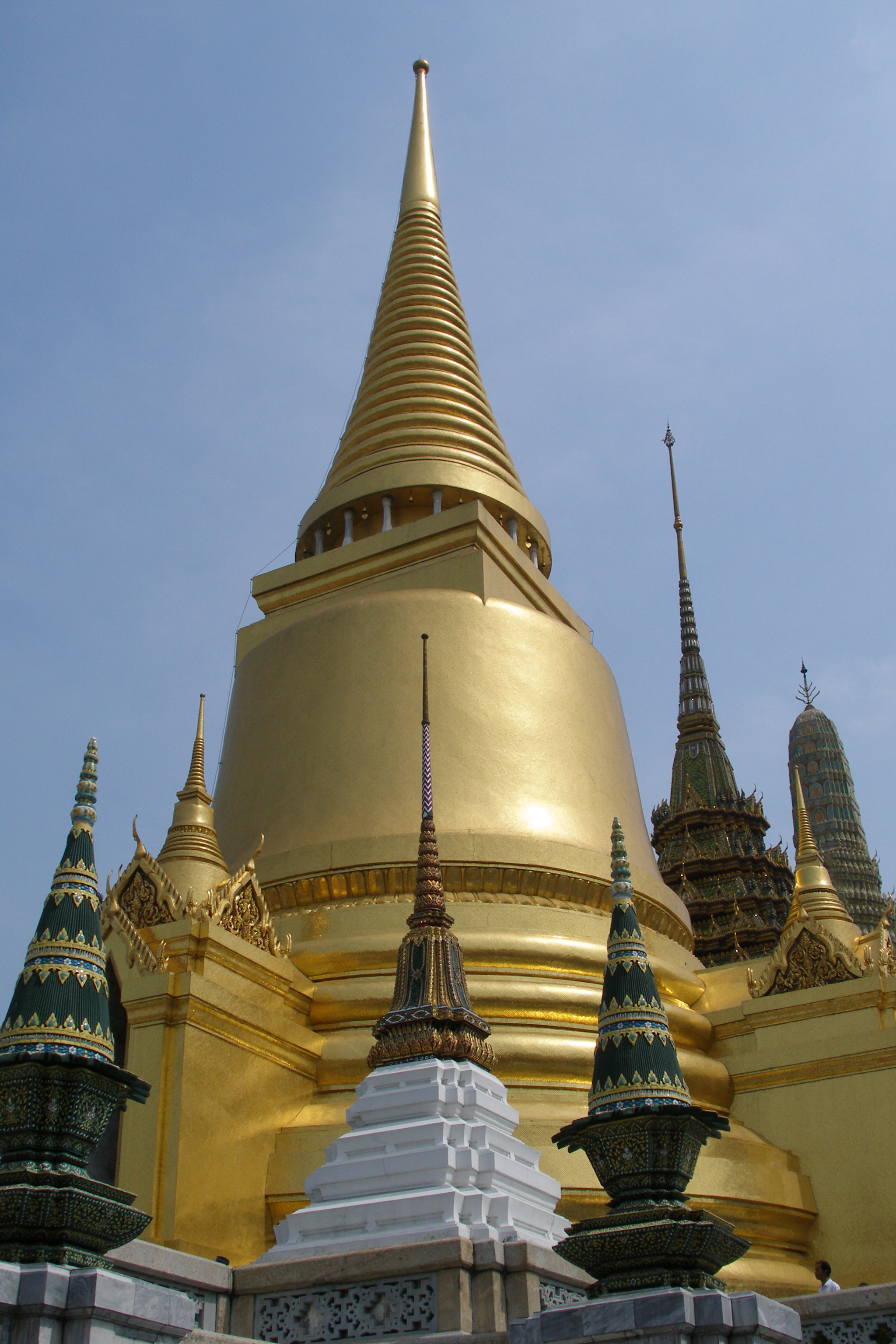
Phra Si Rattana Chedi, stūpa doré à l'intérieur du Wat Phra Kaeo.
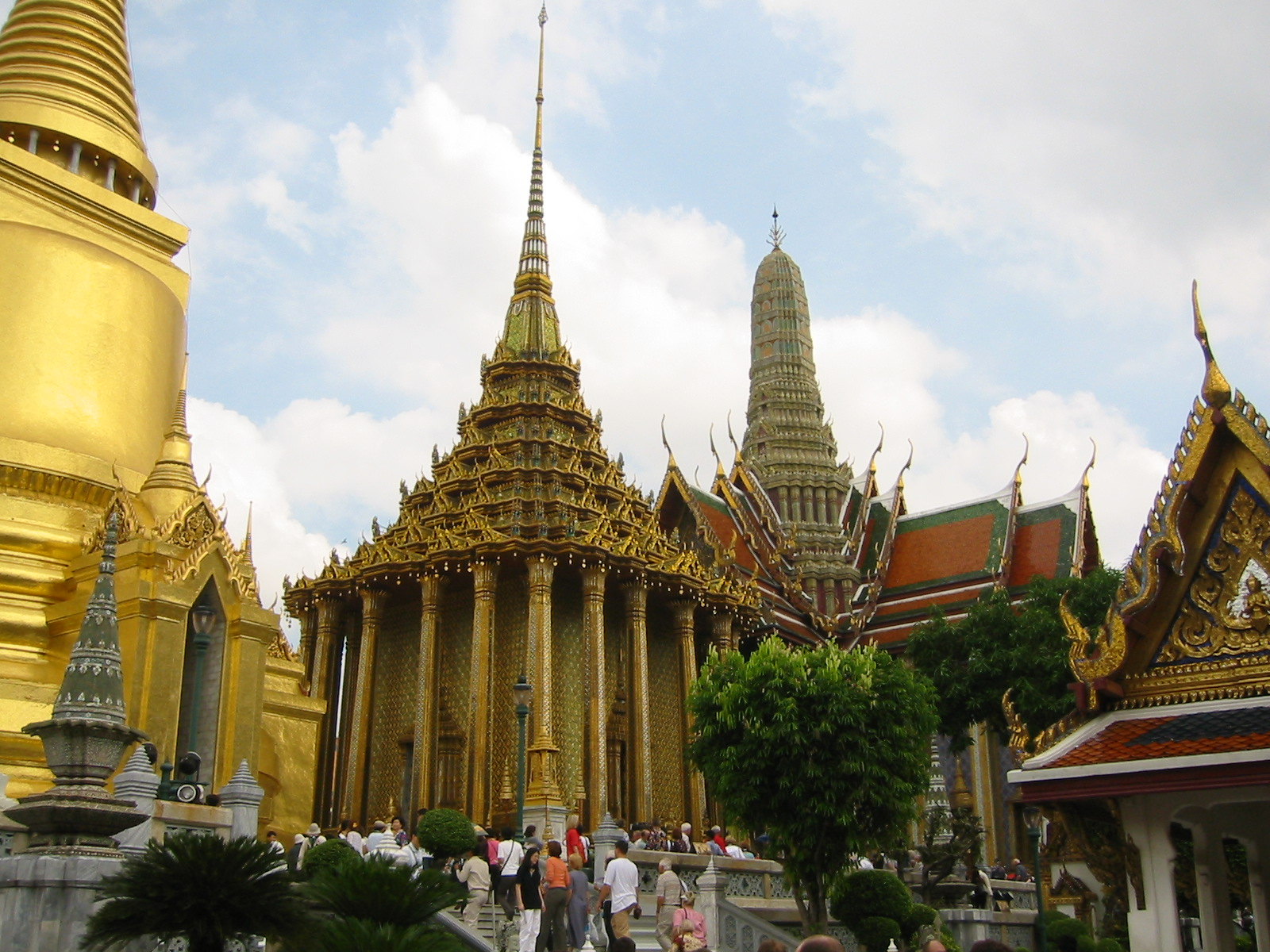
De gauche à droite: le Phra Si Rattana Chedi, le Phra Mondop et le Prasat Phra Thep Bidon.
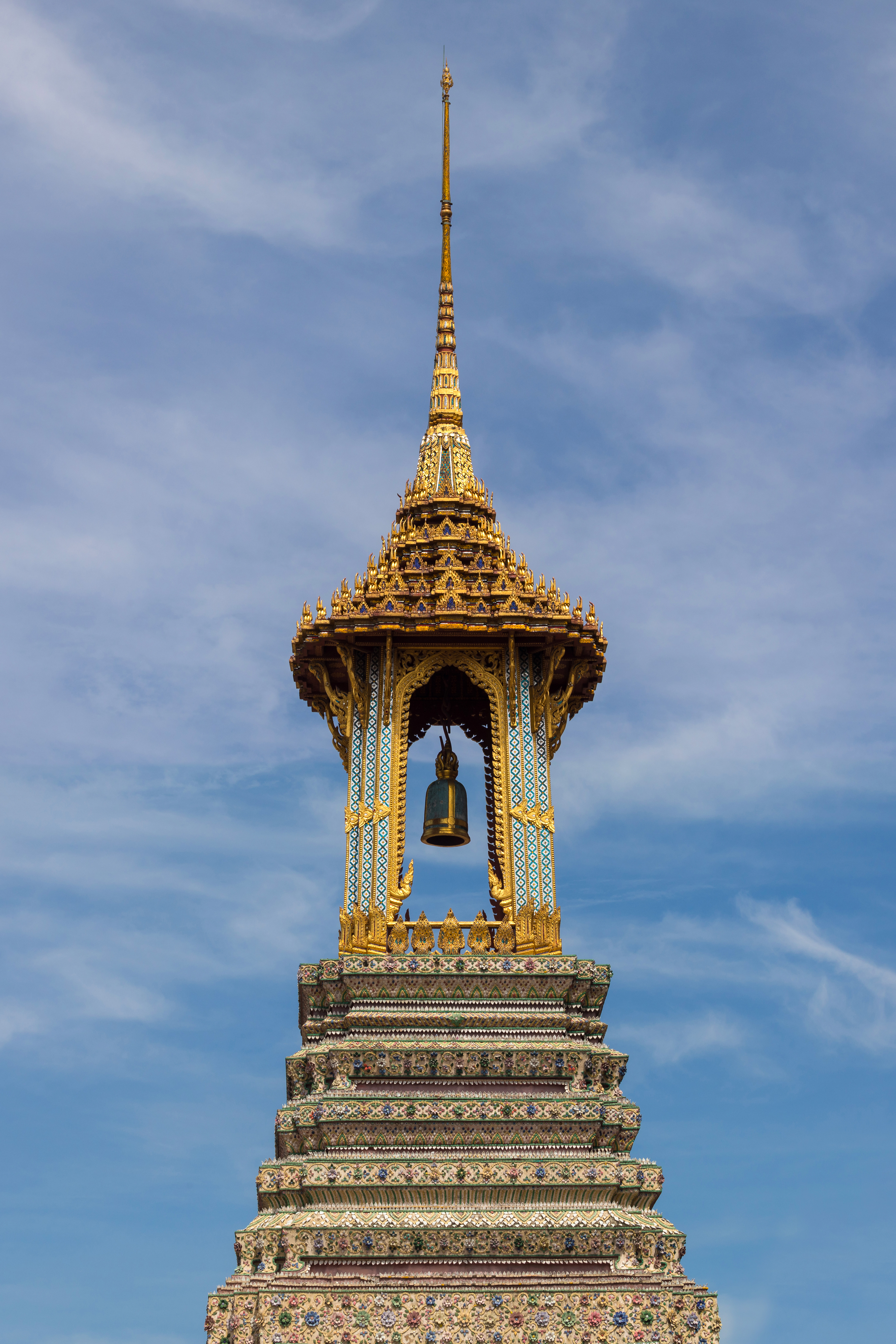
Beffroi vu de face, partie haute, à Wat Phra Kaeo.
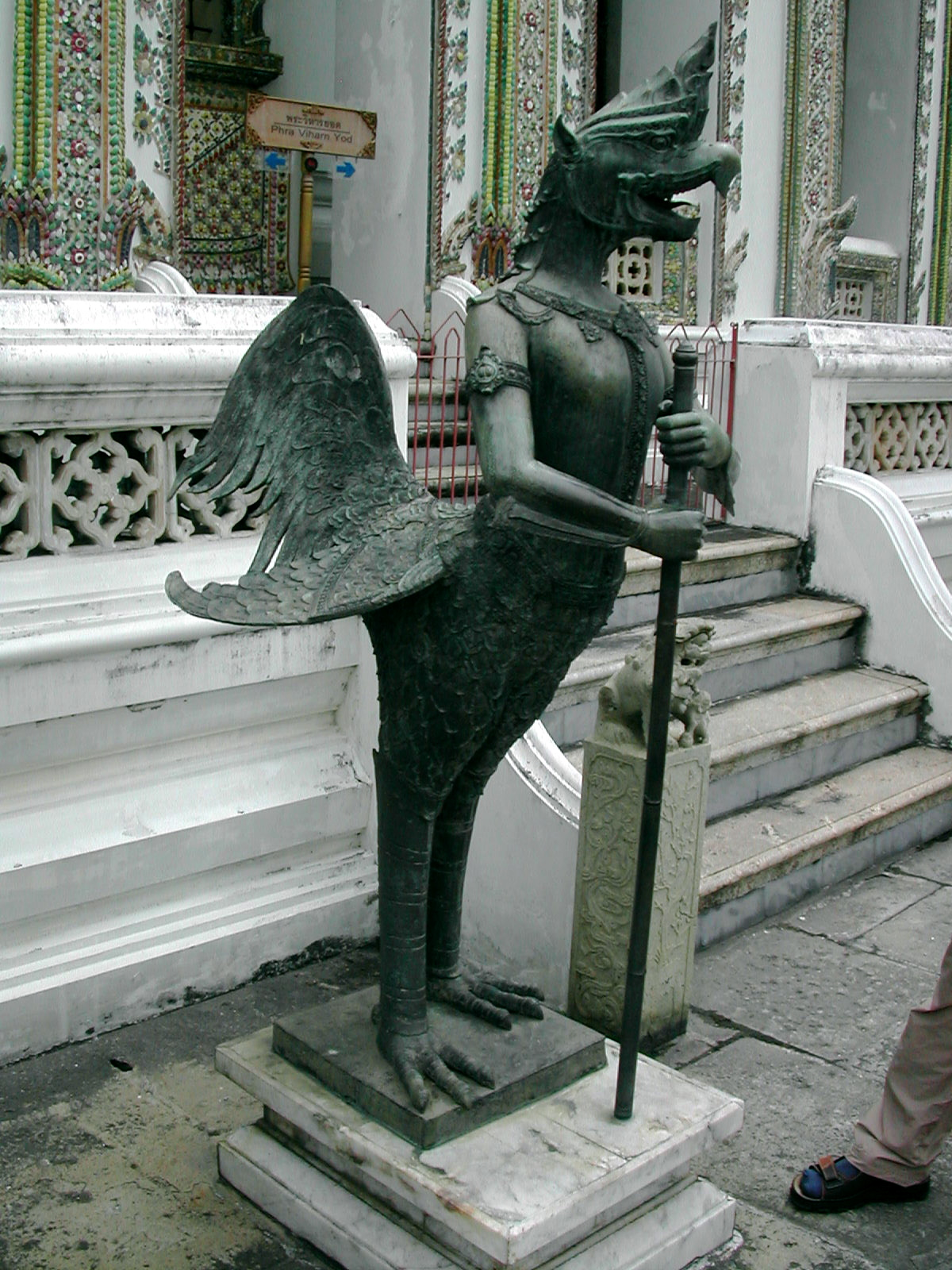
Tantima, oiseau anthropomorphique.
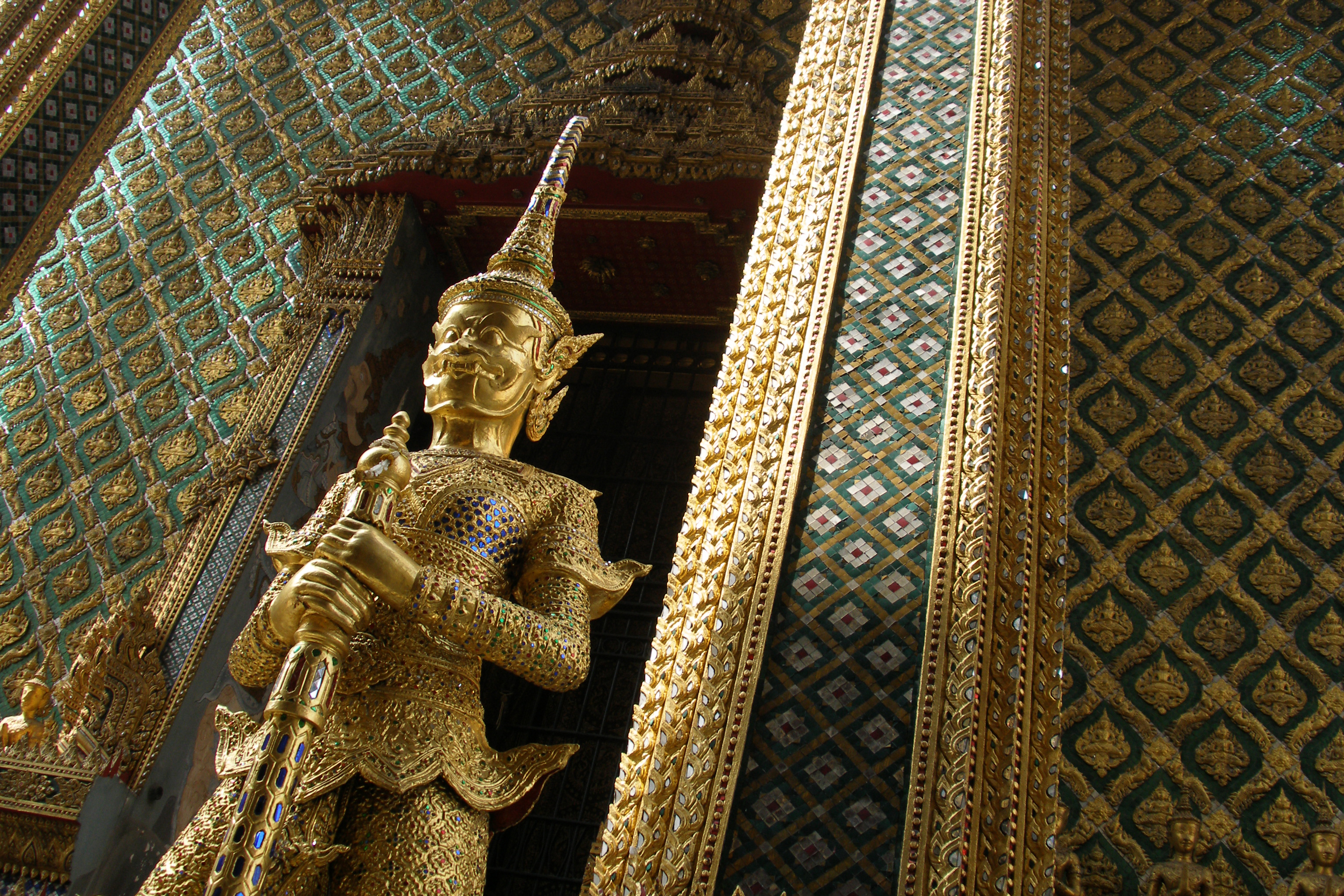
Deux yakshas dorés gardent l'une des quatre entrées du Phra Mondop, la bibliothèque. À leurs pieds, deux nâgas à cinq têtes.
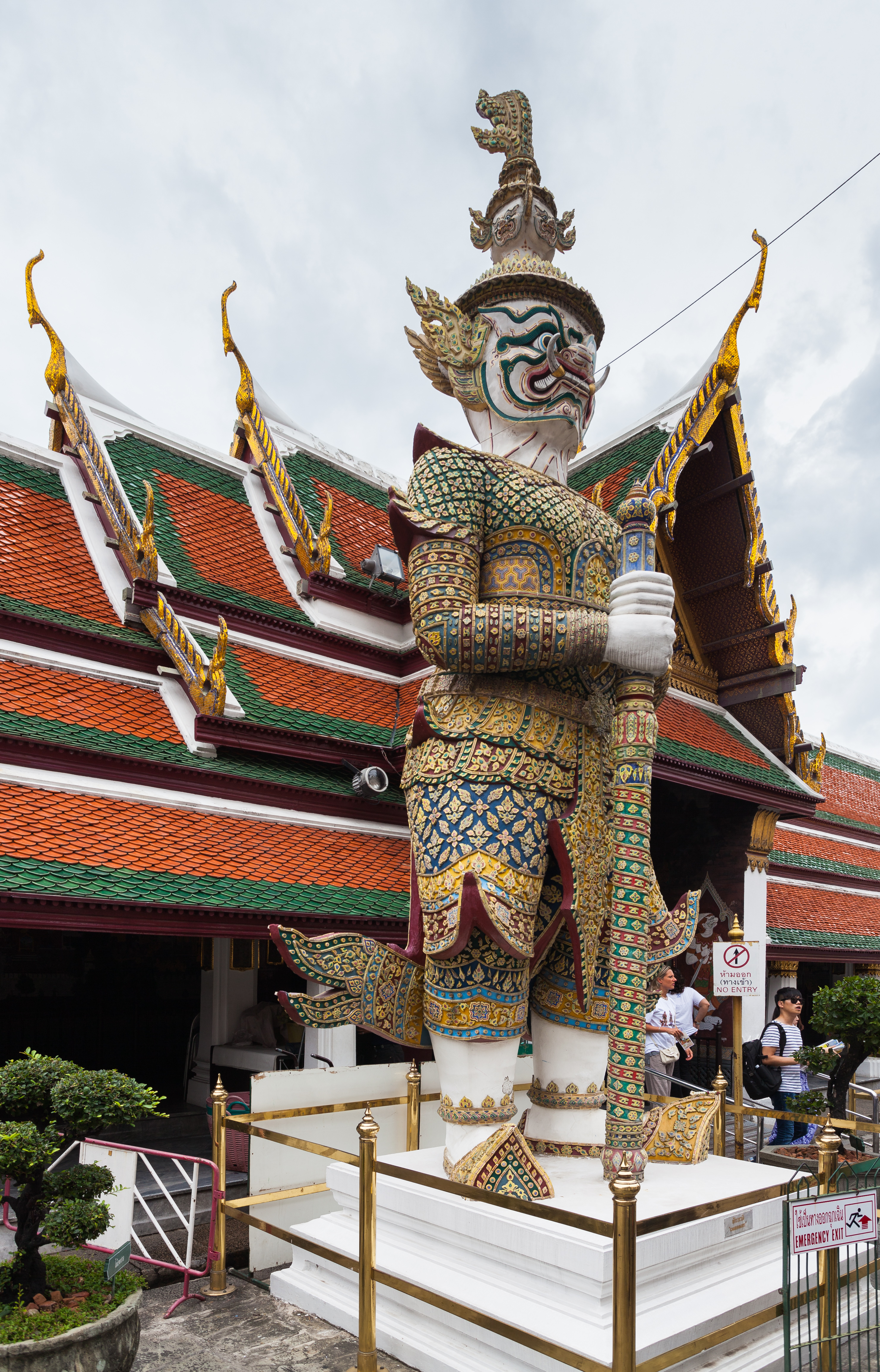
Le dvarapala Maiyarap.
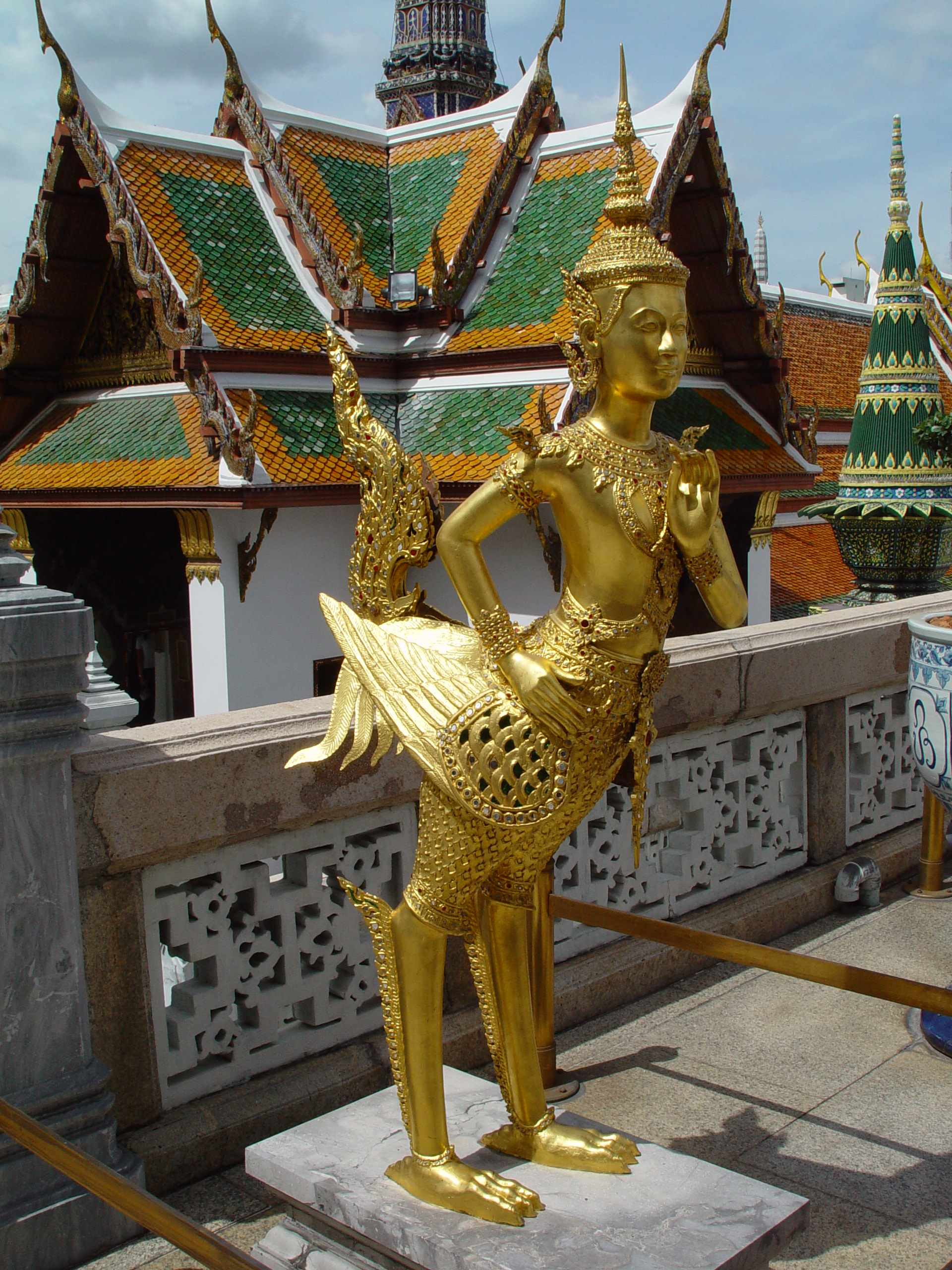
Kinnara, créature mythologique, mi-homme mi-oiseau.
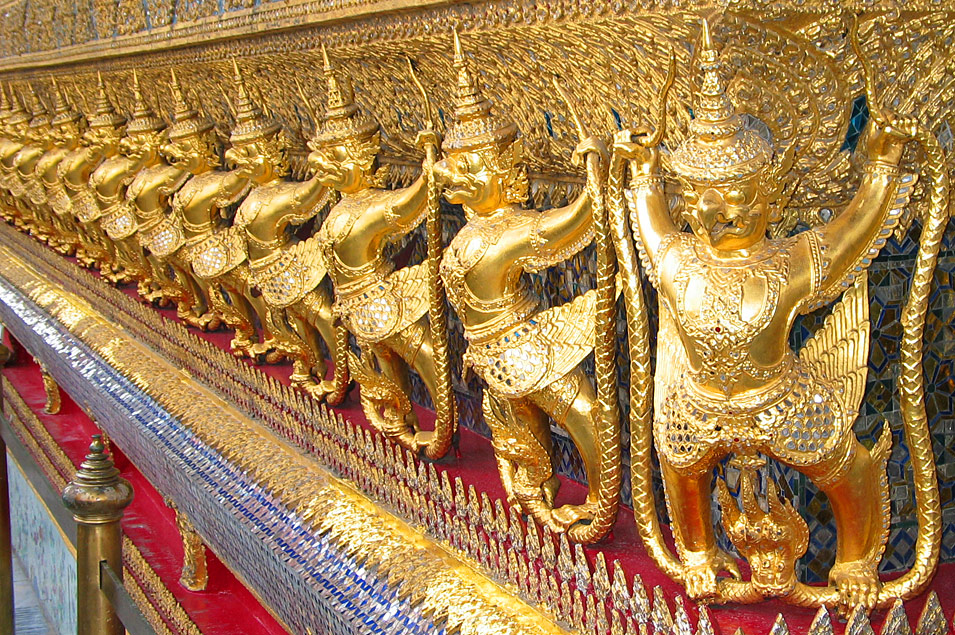
Garudas et nāga, à la base de l'ubosot.

### Monuments (busabok) à la gloire des rois thaïs de la dynastie Chakri

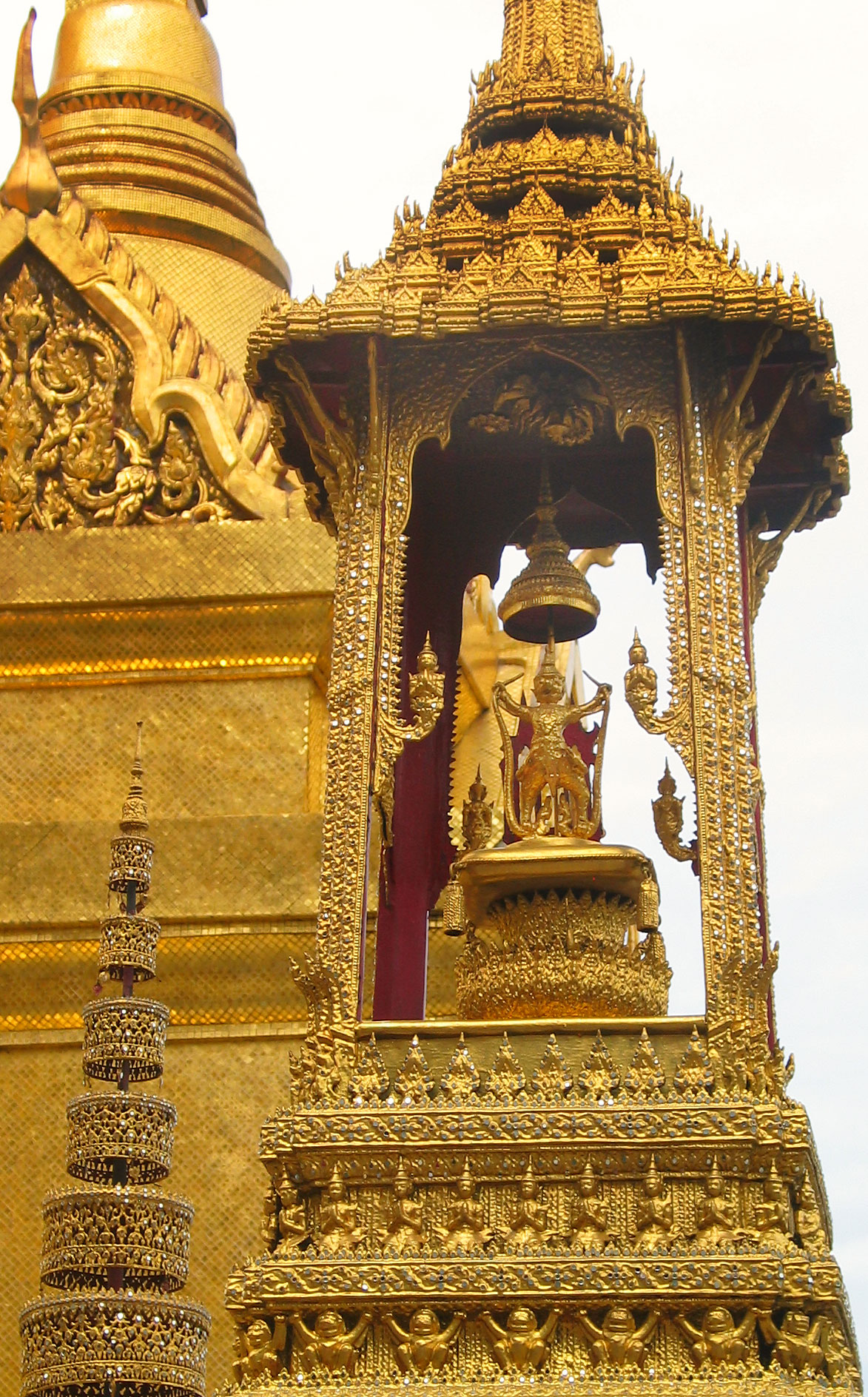
Rama I, Rama II et Rama III.
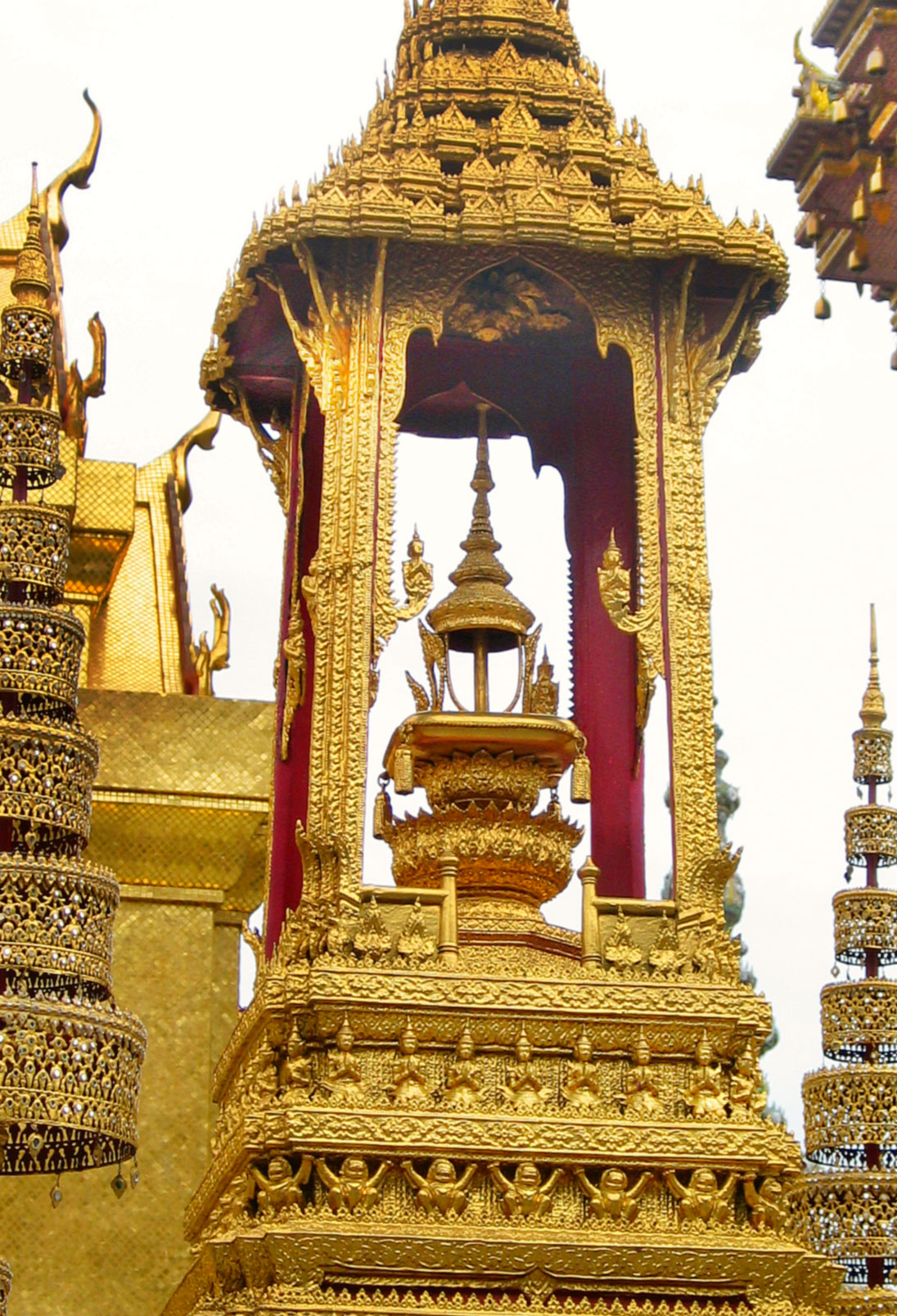
Rama IV.
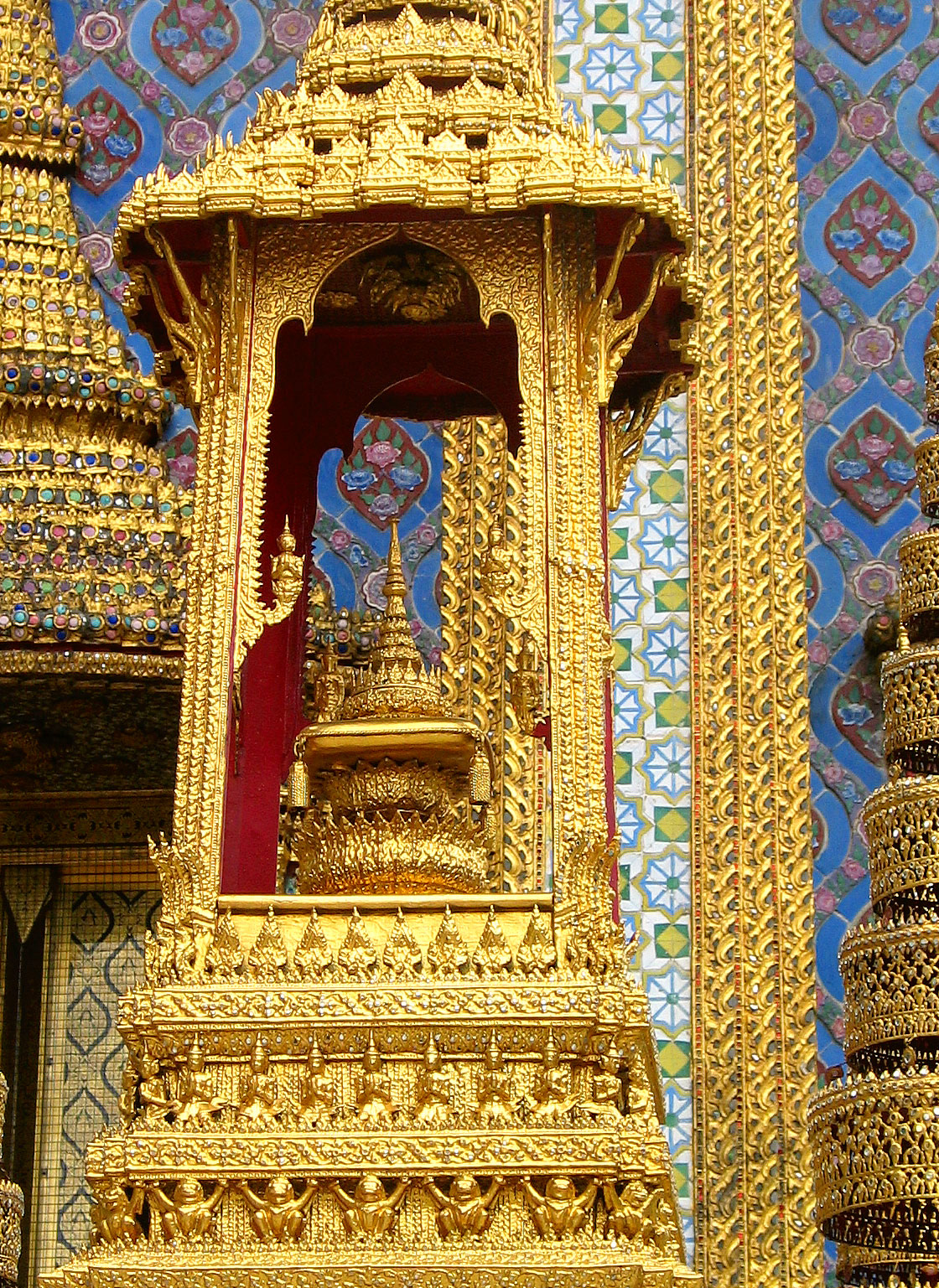
Rama V.
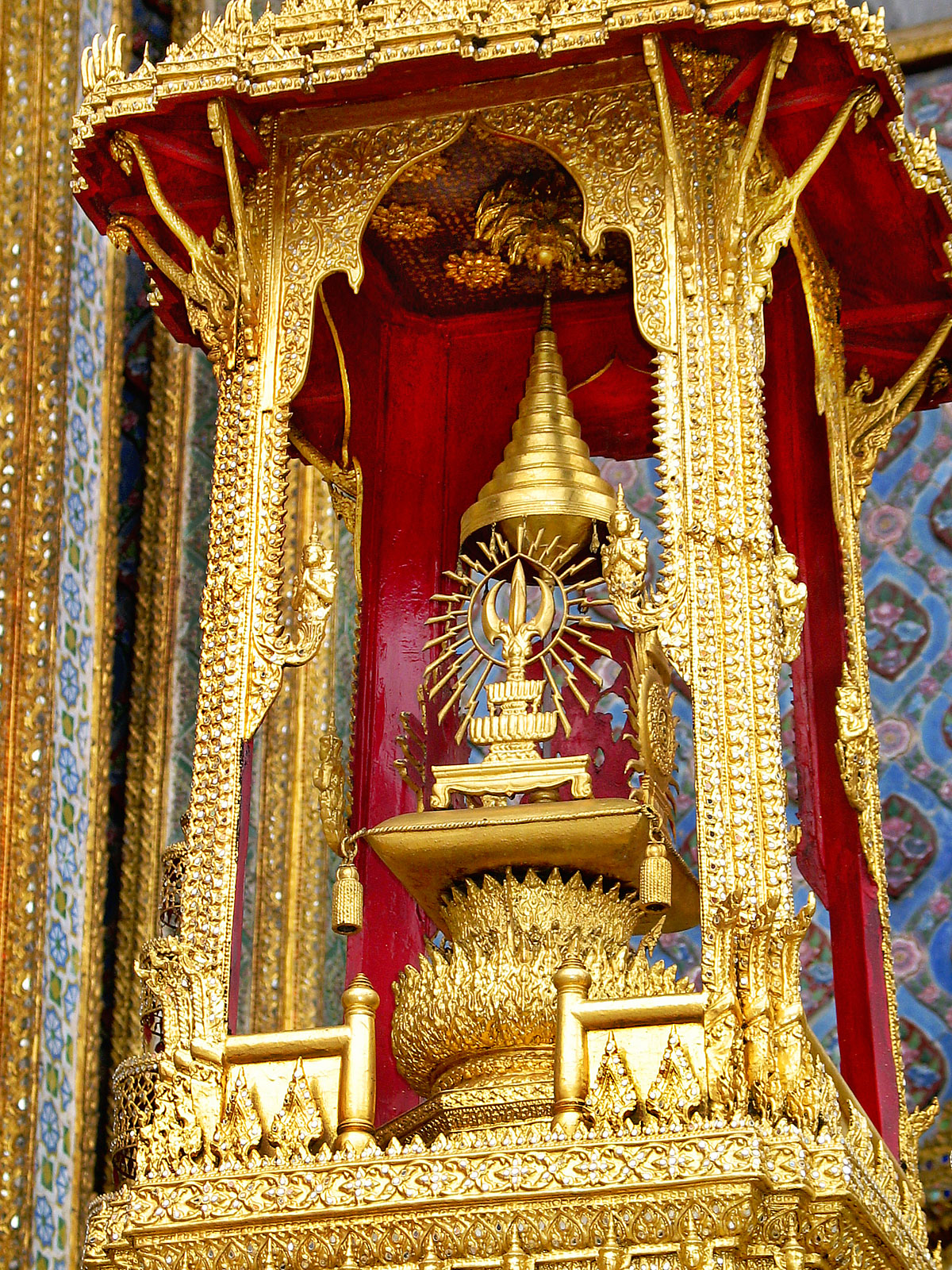
Rama VI.
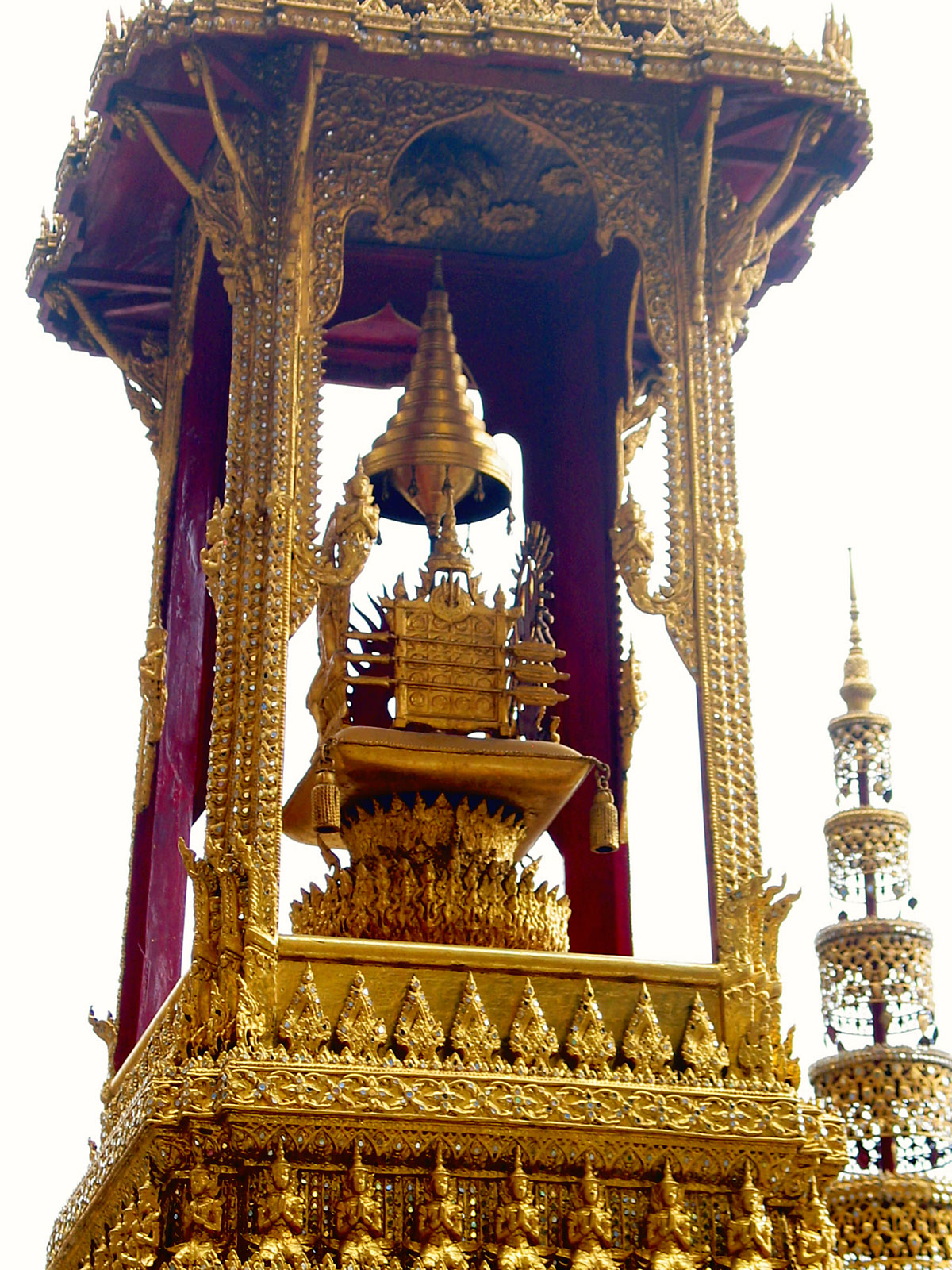
Rama VII.
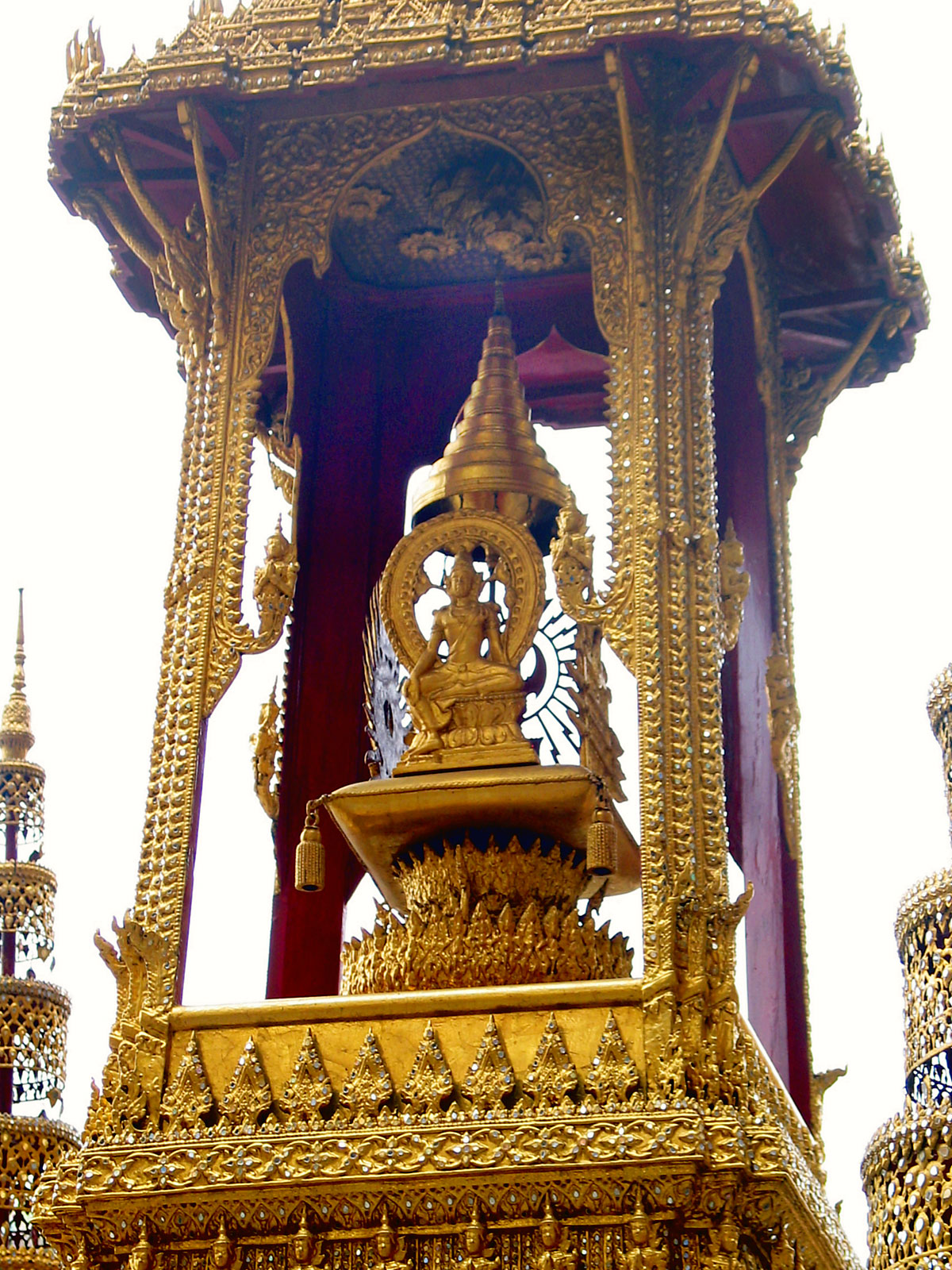
Rama VIII.
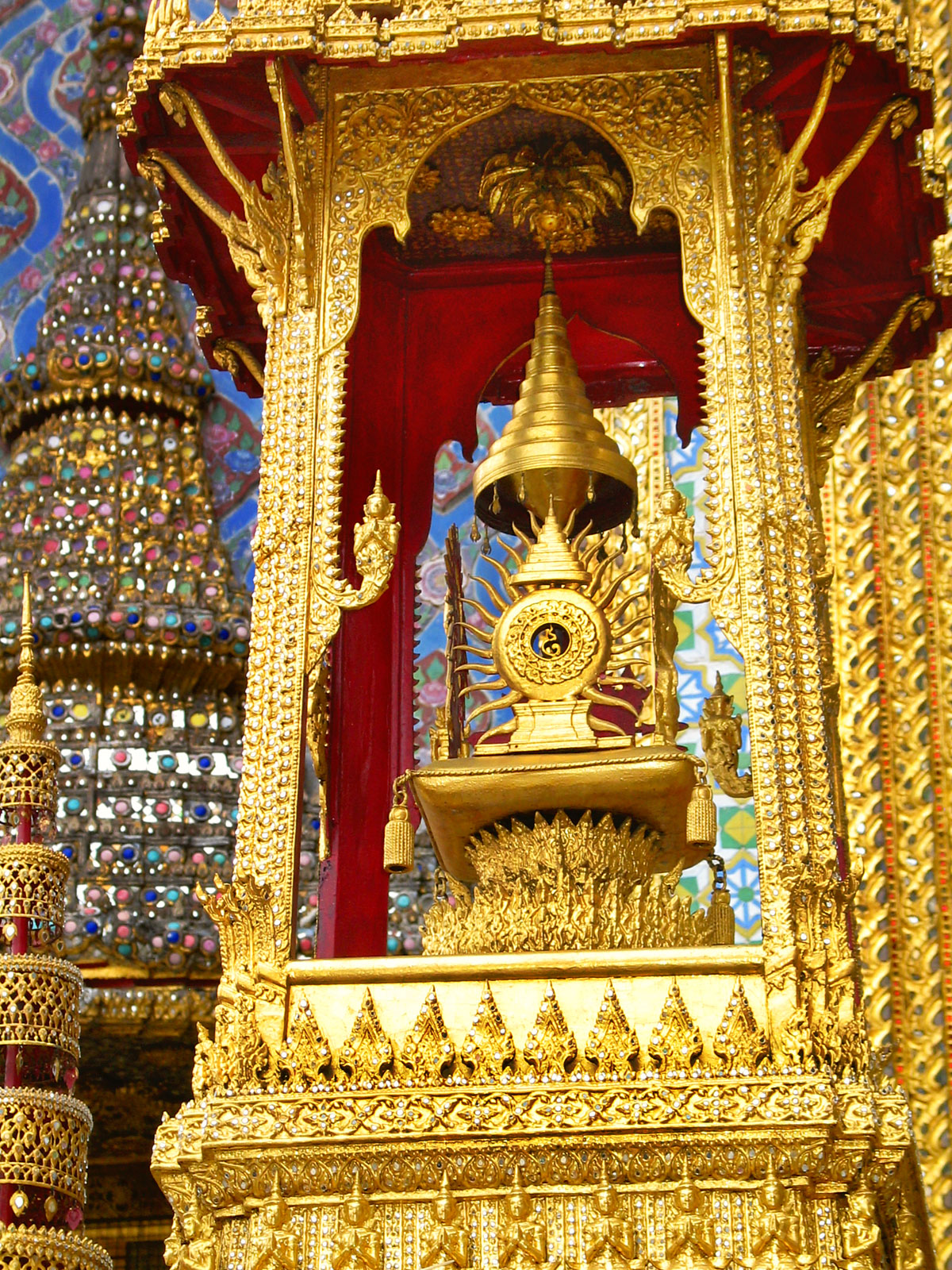
Rama IX.

## Numismatique
Sur les pièces de monnaie en Thaïlande, on trouve de nos jours coté face l'effigie du souverain ; et  coté pile un temple bouddhiste.
Sur la pièce de 1 baht en nickel , coté pile figure le temple Wat Phra Kaeo.